# 이규완
이규완(李圭完, 1862년 11월 15일 ~ 1946년 12월 15일)은 조선 후기의 왕족 출신 무신, 군인이자 일제강점기의 관료, 사상가였다. 그는 박영효의 식객이 되었다가 갑신정변에 행동대장 격으로 참여한 인물로, 박영효의 집사 출신이었다. 그는 서재필 등과 함께 병조 조련국 소속 군사를 이끌고 수구파 대신을 척살하는 역할을 하였다.
세종대왕의 왕자 임영대군의 15대손이었으나 가계는 몰락하여 그는 무학으로 불우한 나날을 보내던 중 박영효에게 발탁되어 그의 청지기가 되었으며, 1883년 박영효, 서재필 등의 천거로 일본에 유학, 도야마 하사관학교(戶山陸軍下士官學敎)에서 군사훈련을 받고 귀국했다. 1884년 12월의 갑신정변에 조련국 소속 군사들을 이끌고 가담하였다. 갑신정변이 실패하자 일본에 망명, 이후 망명과 귀국을 반복하다 1907년 3월 귀국하고, 7월 고종 퇴위 후 사면되었다. 이후 통위영 정령관(統衛營正領官), 경무청 경무관(警務廳警務官), 경무부사(警務副使)를 역임했다. 일본에서는 김옥균을 살해하도록 사주받은 박영효 암살 미수범 이일직 무리를 사전에 잡아 일본 경찰에 넘겼다. 1895년 7월 8일 명성황후 암살 미수에 연루되어 망명한 뒤, 귀국과 망명을 되풀이했다. 1898년 귀국하여 독립협회 활동을 지원하는 동시에 고종 폐위를 기도했다가 다시 일본으로 망명했다. 이후 1907년(융희 1년) 7월 귀국하여 중추원 부찬의, 수강원도관찰사(守江原道觀察使) 등을 역임하고, 1910년(융희 4년) 10월 한일 합방 조약 체결 이후에도 강원도도장관에 임명되었다.
1910년 10월 강원도도장관에 유임된 뒤 1918년 함경남도 도장관을 지냈으며, 1924년 사직서를 제출한 뒤 중추원 참의직과 고위직 제안을 물리치고 시골로 내려가 황무지를 개간하고 농장을 경영하였다. 농장, 농업, 황무지 개간 외에는 기업 활동에 참여하거나, 주주로 간접 참여했다. 그는 조선인들도 일본의 정치에 참여해야 한다는 참정권 획득론과 자치론을 주장하였다. 1924년 동양척식회사의 고문을 지냈고, 1927년 신간회와 물산장려회에도 참여하였다. 해방후 강원도지사 고문을 지냈다. 춘천농공고등학교의 초대 교장이기도 하다. 춘천농공고는 1910년 4월 29일 당시 강원도 관찰사인 이규완이 초대 교장을 겸임하고, 사립 측량학교를 가교사를 빌려 1년제의 춘천공립실업학교를 개교한 뒤 그 해 9월 춘천공립농업학교로 교명을 변경했다. 본관은 전주(全州)이고, 초명은 치규(致圭), 다른 이름은 규관(圭寬) 또는 규완(奎完), 주완(走完)으로 망명 생활을 하면서 여러 가명을 사용하였다. 일본식 이름은 아사다 료(淺田良) 혹은 아사다 료이치(淺田良一)다. 갑신정변 실패 이후 망명길에 일본 선원 쓰지 도쥬로(辻藤十郞, 쓰지 가쓰자부로의 아들)가 지어줬다 한다.

## 생애

### 초기 활동

#### 출생과 초기 활동
이규완은 1862년(철종 13년) 11월 15일 한성부 뚝섬에서 나무 장수와 장터 행상을 하던 이기혁과 유씨의 둘째 아들로 태어났다. 처음 이름이자 족보상 이름은 치규(致圭)이다. 형은 이윤필(李允必)인데 족보 상 이름은 이희규(李喜圭)이다. 그의 집안은 세종대왕의 넷째 아들 임영대군(臨瀛大君)의 후손으로, 임영대군의 여섯째 아들 오산군 이주(烏山君 李澍)의 14대손이 된다.
왕족으로써의 예우는 13대조 오산군 이주(烏山君 李澍), 12대조 덕안도정 이진(德安都正 李珍), 11대조 수성부수 이검(秀城副守 李儉)에서 끝났고, 그의 후손 중 일부가 경기도 광주군 도척면에 정착하게 되었다. 10대조 이사백(李思白)이 직장을 역임했지만 그의 직계에서는 더이상 벼슬이 나오지 않았다.
아버지 이기혁은 임영대군의 14대손이었지만 한성부 뚝섬에서 나무 장수와 행상 등으로 생계를 영위했다. 본적지는 경기도 광주군 남종면 분원리 노루메기 마을이었다. 한성 뚝섬의 나무 장수의 아들로 태어난 그는 배우지도 못하고 어려운 생활을 하였다. 1905년 무렵 그는 주소지를 강원도 춘천군 부내면 위천리(府內面 渭川里)로 옮겼다. 이규완은 조선의 제4대 국왕 세종대왕의 4남 임영대군(臨瀛大君)의 후손이었지만 이미 몰락한 집안이었기에 집안 배경이나 성장 과정에 대해서는 그다지 알려진 바 없다. 위로 형 이윤필(李允必)이 있었고, 강성형에게 출가한 누나, 남동생 두 명과, 여동생 한 명이 더 있었다.
9살에 어머니 유씨를 잃고 계모 기계유씨(杞溪兪氏) 슬하에서 자랐으나 1876년에 새어머니 기계유씨도 사망하였다. 소년기 때는 광주군 남종면 분원리의 숙부 집에서 거처하다가 다시 상경, 박영효의 행차 모습을 보고 그의 집을 방문, 초라한 행색을 보고 쫓아내는 박영효집 하인들과 몇번의 실랑이 끝에 박영효 집의 출입을 허락받았다. 이후 박영효 가문에 출입하다가 그의 식객이 되었다.
그는 젊은 시절 박영효의 식객이 되었다가 박영효 집의 청지기가 되었으며 그의 수하에 들어가면서 개화파에 가담하게 되었다. 박영효는 이규완보다 불과 한 살 위였지만 철종의 사위로 당시 이미 촉망받는 젊은 관료였다. 이때까지도 그는 어려운 가정 형편 때문에 무학이었는데, 박영효가 특별히 집에 데리고 있으면서 글을 가르쳐 일본으로 유학까지 보내주었다. 이후로 그는 평생에 걸쳐 박영효의 심복으로 활동한다.

#### 일본 유학 선발

박영효

1883년(고종 20년) 1월 청나라 북경에 파견되어 기기(機器, 기계) 다루는 기술을 배우고 그해 3월 귀국하였다. 통리교섭통상아문일기에 의하면 "이 해에는 이규완, 김완식(金完植), 김학승(金學升)이 기기를 배우게 하기 위해 상해(上海)로 보냈다."고 하였다. 이때 익힌 기계조립 기술로 이규완은 평소 웬만한 기계와 시계는 자신이 직접 수리, 수선하였다 한다. 그러나 청나라에서 다녀온 그는 다시 일본에 가보고자, 박영효에게 거듭 간청하여 관비유학생의 한 사람이 되었다.
이규완은 박영효와 서재필 등의 추천과 후원으로 1883년(고종 20년) 4월 관비유학생(官費留學生)으로 선발되어 일본에 유학하게 된다. 박영효와 서재필은 이규완의 추천장을 써서 조정에 제출하여 그의 일본 유학 자격을 얻어 주었다. 김옥균에게서 학비를 받은 그는 1883년 4월 서재필, 서재창 등 61명의 관비유학생과 함께 배편으로 일본으로 유학하였다.
| “ | (토야마 하사관학교에서) 그때 같이 공부하던 아홉 사람의 이름은 지금은 다 기억할 수 없으나 생각나는 이가 이규완인데 그 사람은 박영효집 사람이었고, 그 다음이 강원도 사람으로 임씨가 일본 생도를 공중들어 집어던지던 생각이 어렴풋하게 이억되는데, 그 이가 기운이 장사라고 하던 것이 어제같이 생각이 된다. 그 밖에 정씨, 박씨, 조씨 등은 성만 기억이 될 뿐이다. 이 호산하사관학교에 아홉 사람이 입학한 것도 김옥균이 일본 사람 후쿠자와 유키치(게이오 대학의 창설자)의 소개를 얻어서 된 것이고, 그 나머지 사람들도 역시 후쿠자와의 소개로 각각 다른 학교에 입학이 되었다. | ” |
|   | — 서재필의 회고담 |   |

이규완은 각축(脚蹴), 즉 택견의 명인이었다. 몸놀림이 빠르고 성격이 성실해서 박영효의 호신인 노릇을 하는 인물이기도 했다.
1883년(고종 20년) 5월 이규완은 서재필 등과 함께 게이오 의숙(慶應義塾)에 입학하여 학문을 배웠다. 이때 서재필은 정규 교과과정 이외에 조선인 동기생들로부터 무예를 배웠다. 택견의 명수 이규완에게서는 택견의 고난도 품새를, 유도와 씨름에 능한 임은명에게서는 조르기, 누리기 등 유술(柔術) 전반에 대해 배웠다. 한편 노론 명문가의 자제임에도 자신들에게 무예를 배우는 점과 신분과 배경에 연연하지 않는 서재필에 감격하여 그와 친구가 된다. 1884년 2월 게이오 의숙을 수료하였다.

#### 군사 훈련 수료

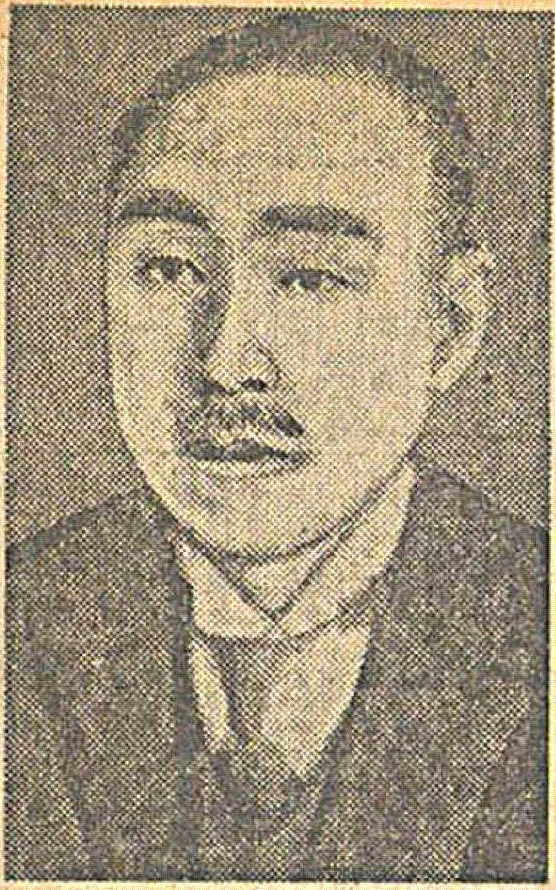
이규완 초상화

1884년(고종 21년) 3월 그는 후쿠자와 유키치의 추천장을 받고 바로 일본의 육군 하사관을 교육하는 도야먀 육군하사관학교(戶山陸軍下士官學敎)에 서재필, 정란교, 서재창, 신응희 등과 함께 입학, 사관후보생이 되었다. 후에 개설된 조선 병조 조련국의 사관생도는 이때 일본의 호산(戶山) 학교 등에서 군사교육을 받은 사람으로, 신복모 서재필, 이규완, 신응희, 정난교 등을 비롯한 14명이었다. 6월 28일 귀국 직전에 별군관에 임명되었고, 귀국 직후 병조 조련국의 교관에 임명되었다.
그가 도야마 학교에 입학하게 된 것은 김옥균이 개화파의 영향 아래 있는 청년들을 일본에 유학시키기로 하였기 때문이다. 김옥균은 개화파 청년들의 한 부류를 일본 육군 도야마 학교에 입학시켜 군사지식과 기술을 배우게 했다. 그리고 나머지 청년들은 전공 학교에서 정치, 경찰, 우편, 관세, 재정제도와 관련된 실무지식을 전문적으로 배우게 하였다. 군 계통의 유학은 1883년 이들이 도야마 학교에 입학한 데서 시작되었지만, 이들 유학생들은 학자금이 점차 바닥이 나 1년 후 귀국하지 않으면 안 되었다.
1884년 7월 그는 일본 토야마 하사관학교를 수료하고 일본에서 더 유학하며 견문을 익히려 하였다. 그러나 박영효의 귀국 요청으로 귀국하게 된다. 그 무렵에 박영효는 광주부유수로 있으면서 일본에 유학하고 있던 사관생도 신복모, 이규완, 유혁로, 정난교 등을 귀국시켜 신식 군대의 양성에 착수할 계획을 세웠다. 인원은 600여 명이었다. 1884년 7월 토야마 하사관학교 수료와 동시에 귀국했다. 귀국 후에는 병조 소속 무관으로 근무하며 갑신정변에 참여하였다. 정변 직전 그는 김옥균 등과 갈등하였다. 그에 의하면 '김옥균과 박영효는 자신을 믿어주지 않았다' 한다. 이규완 역시 김옥균을 가볍게 생각했다. '처음에는 김옥균을 가볍게 보았는데, 나중에야 재능이 있음을 보게 되었다'는 것이다.

### 귀국과 갑신정변

#### 귀국 직후
조련국 교관이 된 후 그는 박영효의 집에서 나와 독립하였다. 이후 그는 조련국 교관으로 병력 훈련을 맡아보았다. 박영효는 서울에 둔 일부 병력을 골간으로 하고 해산당한 훈련도감군과 지방 청년 1천여 명을 모아 별군영이라는 새로운 군영을 조직하였다. 사관학교 출신인 신복모가 별군영 대장직을, 이규완은 별군영 별동대 대장직을 맡았다. 그는 조련국의 교관으로 별동대장을 겸임하였다. 8월 그는 남행부장 겸 사관에 임명되었다.
1884년(고종 21년) 8월 그는 박영효로부터 거사가 있음을 전달받고 거사에 참여하기로 한다. 그러나 박영효는 그를 불신하였다. 8월 28일 부장(部將)에 임명되었다. 9월 5일 다시 남행부장 겸 사관에 임명되고, 같은 달 후영군사마(後營軍司馬)에 임명되었다가, 10월 시종무관 사관장(士官長)에 임명되었다. 1884년 11월 4일 김옥균의 집에서 열린 비밀 회합에 참여하였다. 김옥균 등의 거사 계획이 누군가에 의해 누설되자 11월 4일 개화파 일파는 김옥균의 집에 모여서 비밀회합을 하였다.
김옥균은 그에게 3가지 안을 제시했다. 이 세가지 안을 놓고 토의하고 있는 중에 대궐에서 급사가 왔다. 급사는 국왕이 즉각 김옥균을 참내하도록 내린 어명을 전했다. 김옥균은 황급히 대궐로 향했다. 이들은 왕이 김옥균을 부른 것은 '아마 임금께서 당시 변란의 풍문을 듣고 근심하던 끝에 김옥균을 불러 그 뜻을 타진하시는 것이 아닌가.'하고 생각했다. 김옥균이 입궐한 사이, 회의 끝에 제1안인 우정국 창립 기공식 때 대신들을 불러서 척살하기로 하고, 서재필과 이규완, 윤경순, 윤경완은 각각 부대를 맡기로 하고, 서재필을 총지휘관으로 정한다.
결정을 한 후에 개화파는 평소부터 향성해둔 이규완, 임은명, 정란교, 이인종, 윤경순 등의 사관생도와 그밖의 장사패 수십 명을 지휘하여 연일 각 방면의 정보를 수집하고 무기 구입 등에 착수하여 제반준비를 서두르게 되었다. 그는 구 훈련도감 군사들을 모으는 한편 장사패와 기타 청년들을 동원하였다.

#### 갑신정변 전후

##### 김옥균 등과의 갈등

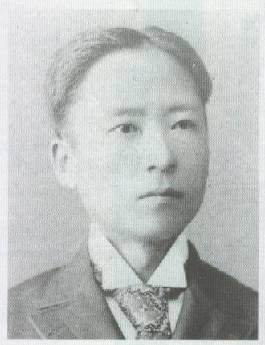
서재필

한편 김옥균과 박영효는 그를 불신했다고 한다. 완력과 택견, 팔씨름에 능하였지만 1884년 10월 거사를 며칠 앞두고 이규완은 종종 불안한 기색을 보였고, 김옥균, 서재필은 이를 기회로 이규완은 불안하다며 그에 대한 불신감을 드러냈다. 김옥균은 서재필을 시켜서 그를 시험하였다. 후일 이규완의 증언에 의하면 "하루는 대안동에 사는 서재필이가 대단히 반기면서 내 손목을 끌고 방으로 들어가더니 우리 오늘은 저녁이나 같이 먹자고 하였다. 이것은 뜻밖의 일이었다. 그때 나는 남의 집 청지기라 양반집은 대청이나 간신히 올라가지 방에는 절대로 들어가지 못할 때였는데, 이게 별안간 꿈도 같고 취중도 같았다."한다.
이규완에 의하면 "그러나 절에 간 색시처럼 주인이 하라는 대로 하였다. 저녁이 파한 뒤에 여러 가지 시국 이야기를 하던 중 그는 내 손목을 다정하게 쥐더니 "여보, 우리가 개혁을 하는데 사람을 죽이고 여러 가지 희생을 낼 것이 꼭 한 사람만 죽여 없애면 일이 저절로 되게쓴데, 이런 좋은 일을 두고서 못하니 이런 원통한 일이 있소?"라 하였다. 내가 물으니 그는 "다른 사람이 아니라 민영익이지요. 지금 사대당이 수효는 많지만 그까짓 것들 다 무덤 속의 마른 뼈지, 무슨 근심이 있겠소. 그러나 민영익이만은 그 중에 제일 세도가요, 또 신진 정예이니 그놈이 제일 무섭지 않소. 그놈만 죽여 없애고 보면 큰일은 대번에 성공하겟으니 노형이 이 일을 한번 하겠다면, 내가 일본서 돌아올 때 일본에서도 유명한 보검을 한 자루 사왔는데 이것을 가지고 큰 용기를 내보시겠소? 노형 혼자만 희생할 결심을요." 이런 말을 하면서 자기집 벽장에서 일본도를 한 자루 내놓았다." 한다.
당초 이규완은 서재필의 제의를 진심으로 받아들였다 한다. '그의 말을 듣고 칼을 보니 애국심과 의기가 쭉 내비쳤다. 그만 달려들어 그 칼을 빼서 들고 당장 일어나면서 "여보, 그까짓 것 내가 하겠소. 오늘날 국가의 중대한 일은 사람 둘만 죽이면 된다고 하니, 내가 그까짓 것을 못하겠소. 내 당장에 가서 민영익이 목을 베고, 이 이규완이도 그자리에서 죽을 테니 걱정 마시오."하면서 칼을 끌고 대청을 뛰어나갔다. 그러자 그는 황황해서 쫓아 나오며 "여보, 잠깐 들어오구려. 남의 말이나 똑똑히 듣고 가구려"하며 한사코 방으로 다시 끌고 들어가더니 내 두 손목을 꼭 붙잡고 하는 말이 "여보, 장군님. 용서하시오. 대단히 죄송한 말이지만 사실은 장군님의 담용을 시험해 보느라 그리 하였으니 용서하시오."하기에 "예, 여보, 다시는 그런 장난 마시오."하고 말을 마치고 칼을 도로 주었다.'한다. 이규완은 김옥균이 자신을 시험한 것으로 눈치챘다. '이튿날 김옥균의 집에 갔더니 김이 버선발로 쫓아나와 나를 맞이하면서 "이 장군님, 이 장군님"을 계속 부른다. 가만히 눈치를 보니 어젯밤 서재필의 연극은 김이 시킨 것이 분명하였다.' 한다.

##### 갑신 정변 직전
12월 2일 새벽 1시경 박영효의 집으로 갔다. 이때 이규정(李圭貞), 황용택, 신중모(申重模), 임은명, 김봉균(金鳳均), 이은종(李殷鍾), 윤경순 등이 다 모여 있었다. 새벽 2시경에는 서재필이 도착했다. 그들은 함께 의논한 결과 12월 4일에 거사키로 하고 만일 그날 비가 오면 다음날인 5일로 연기하기로 최종 확정하였다.
이때 12월 4일 거사할 각 부문의 담당자의 임무도 이때 작정되었다. 12월 2일 새벽 그는 별궁에 방화와 한규직 처치 임무를 부여받았다. 별궁에 방화할 사람은 연장자인 이인종의 지휘 하에 이규완, 임은명, 윤경순, 최은룡의 네 사람이 실행하기로 했다. 이때 변수에게 포대 수십 매를 만들도록 해서 이 포대를 서광범의 집 남쪽 뜰 안에서 어두컴컴한 때를 타서 별궁 담에 월경시킨 후 별궁정전 안에 쌓기로 하였다. 이규완은 변수, 서광범과 함께 기름과 포대자루를 별궁 바로 건너편인 서광범의 집으로 옮겼다.
실행할 담당자는 요인들 한 사람에게 두 사람씩 배정하되 한 사람은 단검을, 또 한 사람은 단총을 가지기로 했다. 민영익은 윤경순, 이은종 두 사람이, 윤태준은 박삼룡, 황용택이, 이조연은 최은동, 신중모가, 한규직은 이규완, 임은명 두 사람이 담당키로 했다. 이어 그는 화약의 일부를 당일과 12월 3일 저녁과 새벽 사이에 일부를 궁궐 안으로 반입하여 궁궐 마당안에 묻어두고, 덮은 뒤에는 발로 다진 뒤 석유와 기름을 뿌려두었다.
이규완은 김옥균과 각각 부대를 인솔, 당시 우정국 뒤에 숨어 있었다. 이규완은 우정국 안으로 쳐들어가 민영익, 한규직 등을 찔러 죽이자고 했고, 김옥균은 외국 사신이 많은데 실수가 있을까 하여 우정국 바로 이웃에 있는 초가에 방화하도록 했다. 이규완은 최은동과 우정국 옆 초가집의 추녀에 옷자락을 찢어 넣은 뒤 불을 지르고 다른 행동대원들과 함께 "불이야" 하고 외쳤다.일부 행동대원은 우정국 정문 앞에서 안으로부터 뛰쳐나올 요인을 기다리고 있었다. 이어 이규완은 별궁 쪽으로 갔다.
1884년 12월 4일 8시경 이규완은 윤경순과 별궁에 방화하였다. 별궁에 불을 지르기로 한 별동대 이규완과 윤경순 두 사람은 이날 오후 8시경에 별궁 뒷문에 이르러 문을 열려고 했으나, 자물쇠가 튼튼하여 깰 수가 없었다. 이에 두 사람은 있는 힘을 다해 간신히 깨뜨리고 들어갔다. 곧 폭발되기 쉬운 연료들을 모아놓고 횃불을 올렸다. 불꽃이 큰 소리를 내고 튀었으며 금세 불바다를 이루었다. 서재필과 함께 일본 군사학교에서 군사훈련을 받고 함께 귀국한 그는 궁정 쿠데타에서 행동대장 서재필을 도와 요인을 제거하는 무력을 행사했다.

##### 갑신정변

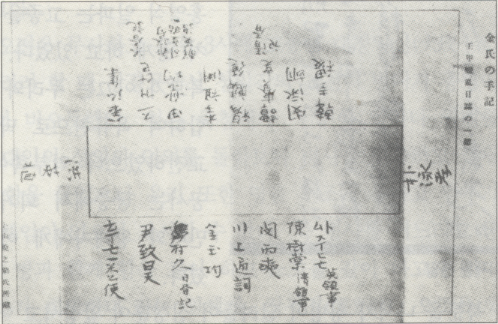
우정국 낙성식 좌석 배치도
(홍영식과 박영효가 중앙, 그밖에 좌우로 좌측은 김홍집, 스커더 홍콩영사, 전승균, 이조연, 목인덕, 담경지 청국공사, 민영익, 한규직, 우측으로는 푸트 공사, 윤치호, 스기무라 일본공사, 김옥균, 일본 통역, 민병석, 진수당 청국공사, 아주돈 영국영사 순)}}

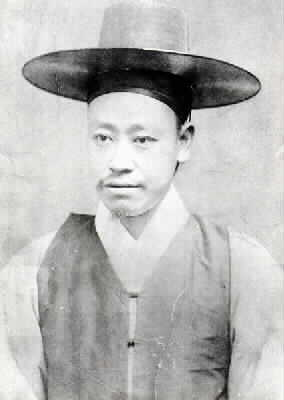
민영익
(갑신정변 당시 이규완은 검으로 민영익의 왼쪽 귀를 베었다.)

12월 4일 저녁 갑신정변 직전 우정국 낙성식장 입구에 숨어있다가 민영익을 습격하였다. 우정국 정문 입구에 서재창이 이끄는 분견대와 이규완이 이끄는 분견대가 숨어있다가, 민영익이 우정국 낙성식장에 들어갔다가 담배를 피우러 나왔을 때 서재창에게 습격당해 오른쪽 눈이 찔렸다. 눈이 찔린 민영익은 피투성이가 되어 우정국 안으로 들어왔다가 묄렌도르프에게 업혀서 우정국을 나갔다. 정문에 숨어 있던 이규완은 민영익을 습격, 그의 한쪽 귀를 잘랐다. 다시 한번 민영익을 찌르려 칼을 휘둘렀지만 민영익은 피했고, 사격을 가했으나 역시 맞지 않았다.
김옥균 등은 사전에 암살자의 명단을 정했는데, 윤경순, 이은종이 민영익을 암살하고 박삼룡과 황용택은 윤태준을, 임은명 외 1인은 한규직(韓圭稷)을, 최은종은 이조연을 암살하기로 계획하였던 것으로 보인다. 그러나 급박하게 거사가 진행되면서 당초 계획과는 다르게 진행되었다.
우정국 연회장이 한창 혼란했을 때 이규완과 최은종 두 사람은 칼을 빼어들고 우정국 건물 안으로 들어갔다. 한 구석에서 어떤 사람이 "이놈!"하고 소리를 질렀다. 이에 두 사람은 그가 동지인 듯하여 "당신은 누구요?"하고 물었다. 그는 김옥균집의 평민 집사 김길로 "예, 저는 김옥균 선생집 하인으로 오늘 저녁 연회에 조력하러 온 김길(金吉)이올시다."라고 대답했다. 떠들썩했던 연회장은 수라장이 되어 아무도 없는 텅빈 집이 되었다. 이규완 일행은 박영효의 집으로 모인 다음, 그 다음 지휘 명령을 기다리기로 했다.
12월 5일에는 경우궁 소중문에 매복해 있었다. 경우궁 입구에 와서 왕과 왕비를 만나려 했던 좌우영 지휘관들이 모두 서재필, 박영효에게 가로막혀 나왔다. 먼저 윤태준이 거절당하고 나왔다. 윤태준이 먼저 나가기를 청해 밖으로 나왔다. 윤태준이 소중문 밖에 나서자 그곳에 대기하고 있던 이규완, 윤경순에게 일격지하에 처치되고 말았다. 그는 윤태준의 시신을 근처로 빼돌려 다른 영장들이 눈치채지 못하게 했다.
이조연과 한규직은 김옥균에게 무슨 말을 건네려 했으나 김옥균 역시 박영효처럼 빨리 돌아가 각 영병을 데리고 와서 호위의 중임을 완수하도록 하라고 했다. 이조연은 "내 주상께 뵈옵고자 하노니 들어가게 하라"고 큰 소리로 말하면서 국왕 앞으로 가려고 했다. 이에 서재필이 칼을 빼어들고 "내가 이문을 지키라는 명령을 받은 이상 어떠한 사람일지라도 문 안에 들어가기를 허락할 수 없다."고 하고, 서재필의 부하장사들도 모두 눈을 크게 뜨고 만일 한 걸음만 내딛으면 그대로 둘 수 없다는 태세를 보였다. 이에 두 사람은 하는 수 없이 경우궁 뒷문으로 나아갔다. 경우궁 정문에서 이조연과 한규직이 들어간 것을 확인한 이규완은 자신의 군사를 둘로 나누어 일부는 경우궁 정문에 배치해두고, 일부는 직접 인솔하여 경우궁 후문으로 갔다. 막 문에 나아간 한규직과 이조연은 황용택, 윤경순, 이규완, 고영석에게 타살당했다.
한규직, 이조연이 도착한 직후에 경우궁에 도착한 이상연(李相淵) 역시 이규완 등이 이끄는 분견대가 휘두른 철퇴에 맞아 죽고, 황급히 달려온 영의정 민영목도 이규완, 고영석(高永錫), 황용택(黃龍澤) 등이 이끄는 분견대 군사에게 살해되었다.

#### 정변 실패 직후
1884년 12월 4일 김옥균과 박영효, 서재필, 서광범, 홍영식 등이 일으킨 갑신정변에 행동대로 참가했다. 갑신정변 당시 그는 입궐하는 민씨 대신들과 친민씨 일파를 살육하였다. 그러나 갑신정변은 명성황후가 끌어들인 청나라군의 내습으로 사흘 만에 실패로 끝나고, 이규완을 비롯한 정변의 주역들은 북관왕묘에 숨어서 변복하고, 일본 공사관으로 은신했다가 배편으로 일본으로 망명해야 했다.

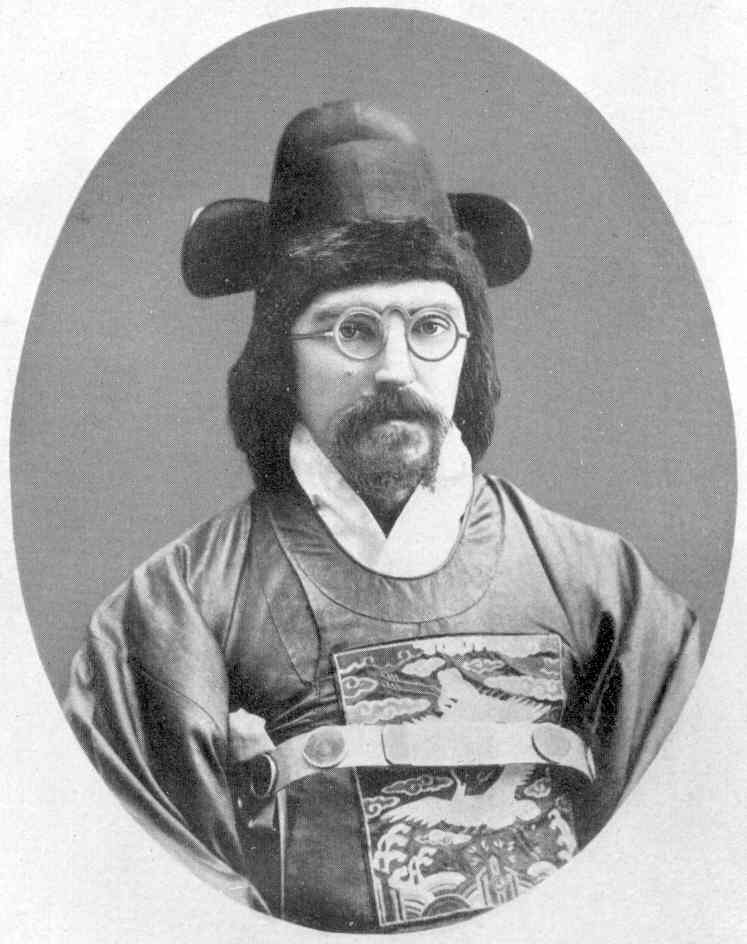
묄렌도르프

12월 7일 청나라군이 덕수궁에 도착하여 왕을 내놓으라 하였다. 양쪽이 충돌하자 왕비 민씨는 청나라군 진지를 통해 이미 북묘로 옮겨갔고, 고종도 뒤따라가려고 했기에 주요 인사들은 할 수 없이 일본군과 함께 이를 호위하여 나가려다 도중에 각자 판단에 따라 방향을 달리하게 되었다. 이에 김옥균, 박영효, 서광범, 서재필, 변수(邊遂), 유혁로, 이규완, 정란교, 신응희(申應熙) 등 9 명은 일본으로 망명하고 홍영식, 박영교와 사관 생도 7명은 고종을 호위하여 청군에 넘겨 주다가 피살되었다. 홍영식, 박영교 및 사관 생도 7명은 고종과 함께 북묘로 향하고, 김옥균, 박영효, 서광범, 서재필, 변수, 이규완 등과 나머지 사관 생도는 다케조에 신이치로를 따라 일본 공사관으로 향했다. 당시 이규완은 골절과 탈진증세에 있는 서광범을 들쳐 업고, 자신의 짐과 서광범의 짐까지 짊어지고 뛰었다 한다.
국왕을 보낸 후 일본영사관 중대장 무라카미는 대형을 편성했다. 일개 소대를 전위로 해서 다케조에 공사, 김옥균, 박영효, 서광범, 서재필, 이규완, 유혁로, 정란교, 신응희, 변수 등을 중앙에 세우고 행진하였다. 김옥균, 박영효, 서광범, 서재필 등과 변수, 유혁로, 이규완, 신응희, 정난교 등은 다케조에 공사를 따라 이날 오후 9시경 일본 공사관에 들어갔다. 피신해 있던 김옥균, 박영효, 서광범, 서재필, 신응희, 이규완, 정난교, 유혁로, 변수 등과 몇몇 개화파는 몸에 맞지도 않는 양복을 걸쳤다.
정변 실패 직후 북관왕묘에 숨어서 변복하고 궁궐을 빠져나간 그는 박영효, 서재필, 김옥균, 변수 등과 함께 다케조에 신이치로의 주선으로 일본 공사관에 일시 피신했다가, 제물포항에 정박중인 일본 국적선 치토세마루(千歲丸)에 승선했다. 인천항 언덕에서 다케조에는 김옥균, 박영효, 이규완 등에게 배를 타지 말라고 소리질렀다. 그러나 일행은 급히 배에 탑승하였다. 이때 묄렌도르프가 말을 타고 인천까지 추격하여 일행을 내놓을 것을 요구하자 다케조에 신이치로는 다시 일행에게 당장 치토세마루에서 내릴 것을 요구했고, 그는 일행과 함께 자결을 기도하였다. 그러나 천세환 선장인 츠지 가츠사부로(辻勝三郞)가 다케조에 신이치로의 신의없음을 나무란 뒤, 일행을 석탄 창고에 숨기고 그런 사람은 잠입한적이 없다고 하여 되돌려보냈다.
일본으로 망명 한 이는 김옥균, 박영효, 서광범, 유혁로, 정난교, 신응희, 이규완, 서재필 등 10 여 인이며, 어떻게 되었는지 알 수 없는 자가 족히 10인에 달 하였다. 박영교, 홍영식 외에도 하응선, 신중모 등이 사형당하고 정변 실패 후 곡성과 부평 등을 은신하던 윤경순 등도 체포되어 사형당했다. 그밖에 관련자의 가족들 중 남자는 사형당하고, 여자 및 18세 미만의 남자는 관청과 변방의 노비로 보내졌다. 나머지 주동자와 가담자들은 군기시와 의금부 저잣거리에서 참수당하거나 도성 밖 야산에서 총살당했다. 이들의 망명 사건은 1942년 7월 조용만의 단편 소설 배 안에서의 소재가 되었다. 본국에 있던 아버지 이기혁과 형 이윤필은 역적의 친속이라 하여 투옥되었고, 강성형에게 시집간 누나는 출가외인이라 하여 화를 모면하였다.

### 망명 생활과 정치 활동

#### 1차 망명 생활

##### 망명 생활 초반
1885년 1월 나가사키에 도착하자 그는 일본식 이름 아사다 료이치라는 이름을 일본인 선원에게 받았다. 일본의 이노우에 가오루는 자서전에서 배의 선원 쓰지 후치주로(十藤十郞)가 나가사키에서 김옥균 일행과 헤어질 때 이름을 지어주었다고 회상했다. 스치 후치주로는 이들이 조선 이름으로 생활하다가 조선정부가 보낸 자객에게 발각될 것이라 하여 이들에게 기념으로 일본식 이름을 지어주었다.
| “ | 당신들이 일본에서 망명 생활을 하게 되면 조선 이름을 가지고는 살기가 불편할 것이오. 그러니 내가 기념으로 이름을 지어 주고 싶소. | ” |

그리고는 김옥균은 이와다 슈사쿠(岩田周作), 박영효는 야마자키 에이하루(山岐永春), 이규완은 아사다(淺田良), 유혁로는 야마다 유이이치(山田唯一), 정난교는 나카하라 헤이키치(中原雄三)라고 지었다고 한다. 이 때의 사정이 이노우에 가오루의 자서전에 기록돼 있다. 이규완은 신원 노출을 피하기 위해 일본식 이름 외에도 규관(圭寬), 규완(奎完), 주완(走完) 등의 다른 다양한 가명들도 함께 사용하였다.
망명 후에는 박영효, 서광범, 서재필 등과 함께 일본에 체류했다. 그러나 미국으로 건너가 2년여 기간 동안 머무르기도 했으며, 이 무렵 조선 정부 측 자객 이일직(李逸稙)을 잡아 일본 경찰에 넘기기도 했다. 일본으로 망명한 갑신정변 주도 세력은 그곳에서 모두 일본 이름을 사용했다. 김옥균은 이와다 슈사쿠(岩田周作), 박영효는 야마자키(山岐永春), 이규완은 아사다(淺田良), 정난교는 나카하라(中原雄三), 유혁로는 야마다(山田唯一) 등으로 개명한 것이다.
망명 초반 동지들 간에 사회적 신분과 위상을 경계로 갈등이 빚어지기도 했다. 양반 세도가였던 김옥균, 박영효, 서광범, 서재필 네 사람은 숙소를 따로 마련하고 일본의 유지나 외국인들을 접견했으며, 행동대원들을 마치 집에서 데려온 집사처럼 부렸다. 이때 김옥균은 주로 유혁로가, 박영효는 이규완이 시중을 들었다. 서광범은 그의 13촌 조카뻘인 서재필이 시중을 들게 됐다. 한편 이규완은 나이가 어리다는 이유로, 집안과 신분이 낮다는 이유로 아랫사람처럼 다루고, 수발, 시중을 들게 하는 것은 부당하다며 분개하였다. 그는 이런 것이 계급, 사상, 나이의 폐단을 바로잡으려는 행태냐며 불만을 토해냈다.
이규완 등이 울분을 터뜨리며 비판하자, 김옥균 등은 얼굴을 붉히면서 그들에게 사죄했다. 결국 상류층 혹은 윗 사람 수발을 드는 일은 폐지되고 각자 별도의 자기 숙소에서 생활하게 되었다.
1886년 일본에 남겠다는 김옥균과 헤어져 박영효, 서재필, 서광범 등을 따라 미국으로 건너갔다. 그는 로스엔젤레스에서 박영효, 서재필, 서광범과 헤어져 임은명과 함께 캘리포니아로 갔다. 그러나 여비를 갖고 있던 임은명이 여비를 전액 잃어버렸고, 미국에서 생활하면서 그는 농장과 밭일을 다녔다.

##### 일본 체류 생활
그는 미국에서 노동을 하면서 학업을 병행하려 했으나 생활비용 조달 등의 어려움으로 학업을 단념하게 되었다. 박영효가 돌아간 뒤 1년간 더 미국에 체류하며 노동으로 생활하다가 1888년 그도 배편으로 일본으로 건너가 도쿄의 박영효가 은신하던 거처에서 함께 생활하였다.
일본 체류 중 그는 정난교와 박영효의 토론 상대의 한 사람이었다. 미국으로 건너갔다가 1886년 1월 귀환한 박영효는 이후 건백서를 작성하여 고종에게 보낸다. 일설에는 그가 단순한 박영효의 경호만을 담당한게 아니라, 박영효의 정치담론 토론 상대였다는 견해도 있다. "당시 박영효는 일본에서 영어 학습을 시작으로 서양의 철학과 기독교에 심취해 있을 때였다. 이런 배경이 건백서의 내용에 반영된 것은 물론이다. 이런 글을 남기기 위해서 박영효의 주위에는 그의 수하였던 정란교, 이규완을 비롯한 이른바 토론 그룹이 있었을 것이다."라는 것이다.
1889년(고종 26년) 8월 14일 병조의 병비에서 특별히 부사용(副司勇)에 임명하였다. 그러나 그는 취임을 거절하고 귀국하지 않았다. 그의 부사용직은 한달 만에 면직 조치되었다. 1891년 김옥균이 흥선대원군과 연대하려는 움직임을 보이자 그해 12월 11일 그는 정란교, 박영효와 함께 김옥균과 절교를 선언하였다. 이는 1891년 12월 11일자 오사카 마이니치 신문에 보도되었다.
1892년(고종 29년) 4월 민씨 일파인 민영소의 밀명을 받은 이일직은 무역상으로 가장해 일본에 들어왔다. 이일직은 김옥균, 박영효, 정난교, 이규완, 유혁로 등 갑신정변 이후 망명한 인사들에게 접근하였다. 이일직의 최종 목표는 개화 망명객의 우두머리인 김옥균과 박영효를 살해하는 것이었다. 이일직은 금전적으로 궁핍한 이들에게 정치 자금을 제공하면서 쉽게 다가갈 수 있었다. 그러나 이규완은 이일직의 호의를 의심하였고 그의 돈을 대부분 조용히 사양하였다. 한편 망명객의 신분으로 대우받으며 독서와 토론, 담론하는 다른 망명객과 달리 그는 홀로 체력을 단련하였다.
1886년 초 야마구치현 야마구치의 양잠업자의 집에 잡역부로 취직했다. 양잠농장에 있던 중, 업자의 매부의 딸이었던 나카무라 우메코(中村梅子, 중촌매자)와 친하게 되어 훗날 1896년 7월 15일에 결혼하였다. 매자의 친척, 친구들의 반대가 극심하였으나 그의 성실성을 높이 산 나카무라 우메코의 외삼촌의 설득으로 결혼이 성사되었다 한다. 본국에 있던 그의 처는 갑신정변으로 연좌되어 노비가 되어 헤어졌다.
외교관이었던 나카무라 이치(中村 一)의 집안에서 운영하던 정미소에서 배달과 잡무를 보는 사환으로 취직한 이규완은 다시 나카무라 이치의 처남이 운영하던 양잠업 농장으로 가서 일하게 되었다. 한편 이토 히로부미 또한 소년시절 나카무라 이치의 집안에서 운영하던 정미소에서 사환으로 일했던 경력이 있어 이규완은 이토 히로부미와도 친분을 쌓게 되었다. 이후 그는 야마구치 현 하기(萩)의 양잠 농장으로 옮겼다가, 다시 후쿠오카(福岡)로 건너가서는 기계정비업에 종사했다.

##### 조선 정부 자객 적발
이일직은 김옥균과 그의 일행이 고베를 떠나는 것을 본 후, 오사카로 돌아가서 소네자키 무라에 있는 그의 애인의 집으로 갔다. 여기서 그는 머리를 짧게 자르고 외국인 옷을 입었다. 1894년 조선 정부에서 파견한 암살대원 중 한 사람인 홍종우가 김옥균의 암살에 성공한 뒤, 홍종우의 일행이었던 이일직은 무사 권동수, 권재수 형제와 일본인 가와쿠보 주네기치(川久保常吉)를 매수하여 박영효의 은신처를 알아낸 뒤 암살을 기도했다. 그러나 첩자의 파견을 예상한 이규완에 의해 적발되어, 권동수(權東壽)는 친린의숙에 감금당하고 주동자격인 이일직 등은 일본 경찰에 넘겨진 뒤 일본에서 추방당했다.
1894년 3월 25일 이일직은 다시 도쿄에 와서, 사쿠라다, 홍고 지역에 있는 호텔 무라이 칸에서 가와구보를 만났고, 이때 양인은 당분간 하숙하였다. 이일직과 가와쿠보는 이때 박영효, 정란교 그리고 이규완을 이 호텔로 유인해서 그들을 없애는 절차를 수행하자는 것은 이일직의 계획이었다. 그러나 그들을 그 곳으로 데려오기 위해 거듭 노력했으나 성공하지 못했다. 조선 정부에서 자객을 보낼지 모른다는 의심을 한 이규완은 박영효 등에게 신변에 각별히 신경쓸 것을 주문했다.
이일직 등은 박영효가 서예를 잘 하고, 서화와 서예, 그림 그리기를 좋아한다는 점을 이용, 박영효의 별실에서 휘호를 쓴 뒤 박영효가 품평을 하게 하는 사이에 저격할 계획을 세웠다. 이일직 등은 가와쿠보를 매수하여 박영효가 투숙하고 있는 친린의숙(親隣義塾)을 알아내고, 김태원(金泰元) 등을 보내어 박영효를 유인하게 하였다. 그러나 다른 일본인이 가와쿠보 주네키치가 이일직 등과 접촉하는 것을 알리면서 계획이 누설되었다. 권동수 형제는 권총과 일본도를 휴대하고 운래관(雲來館)에 대기하고 이일직이 직접 박영효를 방문, 암살하려 하였다. 그러나 이들의 움직임을 경계하던 이규완과 정란교에 의해 적발됨으로써 암살 계획은 실패로 돌아가고 만다.
이규완과 정란교는 이일직이 박영효, 김옥균 및 다른 사람들의 생명을 해치려는 계획에 몰두했었다는 사실에 대한 시인을 받아냈었다. 이규완은 이에 대해 박영효에게 알리고 다른 사람들과 논의하는 즉시, 이일직을 반초에 있는 기숙학교로 소환해서 그 곳에서 심문하기로 결의했다.
이규완은 박영효가 3월 29일에 다른 곳으로 간다는 소문을 내고, 이일직에게도 3월 29일에 박영효가 떠나니 그 전날 초등학교에서 만나자고 제의하였다. 3월 28일 새벽 이일직은 도쿄 측지의 박영효의 집으로 찾아갔으나 박영효는 이미 몸을 피하여 집에 없었다. 이일직은 곧바로 그리 멀지 않은 친린의숙으로 갔다. 그곳에서 이일직이 나타나기를 기다리고 있던 이규완과 정난교는 이일직을 붙잡았다.

##### 자객 유인과 역납치
3월 25일 그는 이일직을 초대하였다. 그러나 거듭된 초대에도 불구하고 이일직은 오지 않았다. 박영효와 협의하여 이일직을 유인하기로 계획한다. 이규완은 김태원을 시켜 이일직에게 편지를 쓰기로 했는데, 이 편지에 박영효는 이일직에게 하고 싶은 말이 있지만 박은 29일 순회 여행을 떠날 계획이므로 이일직이 28일 아침 열 시까지 학교로 나와 달라는 요구를 하고 있었다. 이일직은 그를 의심한 이규완과 정난교의 유인책에 말려들어 경솔하게 자신의 계획을 이야기하였고, 실행 직전 사전에 발각된다.
이일직은 도쿄지방법원에서 "역적으로 해치려고 한 것은 누구누구인가?"라는 질문에 "김옥균, 박영효, 이규완, 정난교, 유혁로, 이선호 외 6명이다."라고 답하였다. 이일직에 의하면 "머리를 깎고 3월 24일 도쿄에 온 것은 박영효, 정난교, 유혁로, 이규완, 이선호 외 5인의 목과 손목을 잘라 그것을 가방에 넣어 권동수, 권재수에게 들려서 귀국시키고 나는 상하이 쪽으로 갈 목적으로 그랬다."고 했다. 재판 경과와 내용은 지지신문 1894년 6월 20일자로 보도되었다.
3월 28일 그는 포박, 감금한 이일직에게 일본에 온 목적과 배후를 캐물었다. 이때 그는 다리미로 이일직을 고문했는데 이 일로 그는 '무력 감금, 폭행, 고문 수사' 등의 혐의로 기소되었다. 이일직은 3월 28일 아침에 기숙학교로 가서 그 집의 이층으로 올라갔을 때 이규완과 정란치를 만났으며, 이들은 두 가지 질문을 한 뒤 이일직을 붙잡아서 대마끈으로 손과 발을 묶었다. 이규완은 이일직의 얼굴을 지짐 인두(히바스키) 다리미로 때리고 코에 상처를 냈다. 곧 이규완은 경찰을 불렀지만 고문 행위가 드러나 정란치와 함께 체포, 투옥되었다.

##### 재판과 석방
6월 27일 박영효를 암살하려던 이일직은 다시 도쿄 지방법원에 살인 미수 혐의로 회부되었고, 이규완 역시 정난교 등과 함께 이일직 감금, 고문, 살인미수 혐의로 재판에 회부되었다. 도쿄지방재판소는 6월 28일 김옥균 살해 혐의와 박영효 등에 대한 살해미수 혐의 등으로 사형이 구형되었던 이일직과 무기 구형의 야쿠보에게 무죄 판결을 내렸다. 오히려 이규완, 정난교에게는 이일직을 불법 감금, 구타한 혐의로 유죄판결이 내려졌다.
1894년 7월 16일 박영효를 암살하려던 이일직은 다시 도쿄 지방법원에 살인미수 혐의로 다시 회부되었다. 동시에 이규완 역시 이일직을 구타하고 다리미로 살을 지져 고문한 혐의로 법정에 회부되었다.
전술한 사실들은 증인 김태원, 류 카쿠로, 시바 신로, 이토가와 긴지, 그리고 심판관 마츠다 진지로 등에 의해서 이일직, 가와구보 주네기치, 그리고 다른 여섯 명의 피고들이 예심에서 했던 선서문에 의해서, 그리고 마지막에 그들이 사용했던 대마끈과 지짐인두 다리미가 현장에서 발견되어 제시됨으로써 명백히 확인되었다. 그러므로 우리는 이일직이 박영효, 이규완, 정란치를 살해할 의도로, 문제의 날에 신린-기주쿠로 갔었다는 것, 그리고 피고 이규완과 정란치는 그들의 생명이 현저한 위험 상태에 있지 않은 시점에서 이일직을 불법 포박하고 그를 고문 수사토록 했으며, 전자는 그를 폭행구타하는 정도로까지 범해 약간의 상처를 냈다는 것을 알 수 있다. 피고들은 그 후 이일직을 풀어주었으나 박영효의 지시에 따라 그를 여전히 방에 감금했다. 법에 의하면 두 피고(이일직, 가와구보)의 행위들은 일본 형법 223, 104조에 특별 규정들에 상응하고 있는 한편, 이규완이 범한 폭행구타와 상해는 동법 324조와 301조의 마지막 조항에 해당된다. 그러나 그들의 경우에는 관련되는 특정의 정상 참작도 있으므로 그들의 처벌을 동법 89조, 90조에 의거 두 단계 감형될 것이다.

이어 '박영효, 박정길, 지오 료준에 해당되는 이일직 포박 및 고문 수사 혐의는, 이일직을 불법 구금했다는 류소만의 혐의와 마찬가지로 입증되지 않았다. 그러므로 이들 3인은 형사소송법 236, 224조의 규정들에 의거, 유죄로 선고받지 않게 됐다.'며 박영효 등은 석방되었다. 그러나 이규완은 징역 40일형과 2엔의 벌금형이 부과되었다. 최종 선고에서 '피고 이규완과 정란치는 한달 10일간의 구금형을 선고받았으며, 그 외에도 2엔의 벌금을 물어야 한다. 피고 박영효, 박정길, 지오 료준은 유죄가 아니므로 석방될 것이다.'라고 구형되었다. 이 소송에 들어온 검사는 이일직과 가와구보에게 내려진 판결에 불복, 법원의 판결이 발표된 그 날로 고등법원에 항고했다. 이규완과 가와구보 역시 선고에 불복, 즉각 동경 항고법원에 항고했다.

#### 귀국 직후

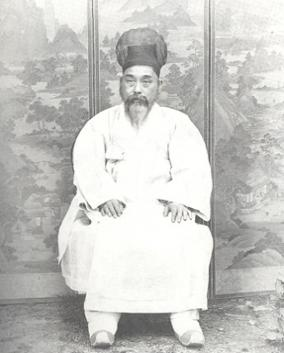
이준용

1894년(고종 31년) 11월 김홍집의 친일 내각이 구성되어 갑오경장을 단행하면서 박영효와 함께 10년 만에 귀국할 수 있었다. 귀국 직후 통위영 정령관(統衛營正領官)이 되고 곧 경무청 경무관(警務廳警務官)으로 발탁되었다. 11월 13일 박영효가 복권되면서 그도 복권되었다. 11월 13일 고종은 금릉위 박영효의 직첩을 되돌려주고, 아울러 갑신정변에 관련되었던 대역죄인들도 모두 사면한다고 선언했다. 이미 국내에 잠입해있던 서광범, 이규완, 정란교 등은 거리를 활보하게 되었다. 12월 10일 3품으로 승진하여 경무관이 되었다.
김학우 암살 사건이 터지자 박영효의 집사 출신 이규완(李圭完)이 체포와 수사를 맡았다. 흥선대원군과 동학군이 손잡고 민씨 정권 타도를 계획하자 그는 이준용을 직접 체포하기도 했다. 1895년 3월 23일 경무관 이규완이 지휘하는 30여 명의 순검은 지체없이 대원군의 사저인 운현궁을 덮쳤다. 대원군은 이규완의 말을 듣고 진노하였다.
| “ | 이런 못된 것이 다 있나. 그걸 말이라고 하느냐. 궁내부의 종정경이 무엇이 답답하여 역모를 꾀한다더냐. 너희는 종정경이 주상과 숙질간임을 정녕 모르느냐? 당장 물러가렸다. | ” |

이규완은 물러서지 않고, 흥선대원군에게 김학우를 암살하고 개혁당을 일망타진하려 한 자가 이준용이라고 대들었다. 이규완은 대원군 부부가 보는 앞에서 이준용을 두들겨 패면서 포박했다. 이준용은 체포를 거절하고 거칠게 저항했고, 이규완은 직접 이준용을 구타하여 쓰러뜨렸다.
| “ | 시생은 어명을 시행하고 있사옵니다. | ” |

| “ | 네 이놈, 뉘 앞에서 그따위 터무늬없는 말을 입에 담느냐. 당장 물러가지 못할까! | ” |

그는 흥선대원군이 호통쳤지만 굴하지 않고, 체포를 거부하는 이준용을 대원군 면전에서 구타했다.
그는 즉시 '대역부도의 죄인이니라, 당장 끌어내어 포박하렸다.'라고 명하였다. 대원군의 격노도 왕명 앞에서는 무력할 수밖에 없었다. 경무관 이규완의 일갈이 있자 순검들은 지체없이 이준용을 끌어내어 포박했다. 궁내부 대신인 이재면은 끌려가는 아들의 뒷모습 을 망연자실 바라봤다. 그는 이준용에게 김학우 암살 혐의와 개화파 암살 미수 혐의를 말하고 체포해갔다. 4월 1일 경무관 칙임관 2등에 임명되었다.

#### 춘생문 사건
제1차 갑오 개혁 당시 그는 박영효, 서광범 계열의 개혁 관료로서 활약하였다.
그는 갑신정변 당시 민영익의 왼쪽 귀 하나를 직접 일본도로 쳐서 끊어냈던 것으로 검술 실력을 인정받아, 경무청 순사로 채용되고, 바로 경무관으로 승진 임명되었다. 1895년 5월 14일 경무관에서 면직되었으나, 청일전쟁 직후 주조선일본공사로 부임한 이노우에 가오루(井上馨)는 그를 후원하였고, 5월 15일 특별히 경무청 경무부사(警務副使)로 발탁되었다. 가끔 입궐, 퇴궐시에 그를 마주치게 되면 송병준은 이완용에게 "불알 잘 간수하시오. 저 검은 옷 입은 저 순사가 누군지 아시오"라고 농담하였다 한다. 그가 민영익의 한쪽 귀를 칼로 벤 것과 한규직을 몽둥이로 타살한 것은 화제가 되었고, 일부 고관들은 그를 배척하거나 꺼렸다.
1895년 7월 6일 춘생문 사건 직후 내부대신 박영효는 국왕의 명령으로 해임되었으며, 경무사 이윤용은 경무관 이규완, 최진한과 더불어 내부의 제청으로 해직되었다. 그해 7월 박영효가 명성황후를 암살하려 했다가 유길준에 의해 폭로된 박영효 반역사건으로 망명하자, 그도 친러파의 거듭된 탄핵을 받다가 1895년 말 일본으로 다시 망명해야 했다.

#### 2차 망명 생활

##### 왕비 암살 미수와 도피
1895년(고종 32년) 7월 그는 박영효와 함께 왕비를 암살할 계획을 세운다. 박영효는 왕후의 권모와 계략을 두려워 하여 암살을 감행하지 않으면 화근을 근절 할 수 없다고 생각하고, 1895년 7월 마침내 날짜를 잡아 계책을 정하고 일본에 병력을 요청하였다. 이어 7월 6일 저녁 박영효, 우범선과 함께 경성의 비밀공간에서 만나 왕비 암살을 계획하였다.
7월 5일 신응희, 이규완, 우범선 세 사람은 박영효와 상의하여 왕궁 수비 교체를 구실삼아 실력 행사로 대세를 만회하려 했다. 그들은 7월 5일 한강에서 뱃놀이를 하며 은밀히 계획을 짜고, 그 다음 날인 7월 6일 거사를 실행에 옮기기로 했다. 그런데 일본인 사사키(佐佐木某)가 그 내용을 상세히 탐지해 한재익(韓在翼)에게 필담으로 누설시켰다. 한재익은 사사키와의 필담을 적은 종이 수첩을 가지고 특진관 심상훈에게 급히 보고했고, 심상훈은 7월 6일 입궐해 고종에게 이 사실을 아뢰었다. 고종은 그날 밤 전 총리대신 김홍집을 대궐로 불러들여 지시를 내렸다.
7월 6일 수배령을 받았다. 고종은 즉시 "법부는 실상을 철저하게 조사하여 엄히 죄를 다스리도록 하라."고 지시했다. 이때 경무사는 이윤용이었다. 고종은 박영효를 비밀리에 잡아들이라고 이윤용에게 명했다. 이윤용은 박영효를 잡아들이라는 임금의 명령을 받고 즉시 대궐을 물러 나와 집으로 돌아와서 몰래 뒷담 쪽으로 이웃인 박영효를 물러냈다. 그리고는 오늘 밤으로 그를 잡아들일 것이라는 사실을 말해 주고, 빨리 도망쳐 큰 화를 면하라고 재촉했다. 평소 이규완은 옷 몇벌을 제외하고는 소지품을 간소하게 해두었고, 중요한 짐은 일본 야마구치 현의 전당포에 맡겨두었다. 그는 변복하고 당시 한성의 정세를 살펴보았다.
1895년(고종 32년) 7월 6일 저녁 박영효의 호출을 받고 신응희와 함께 달려간 이규완은 즉시 변복하고 도피를 계획하였다. 7월 7일 경무청 관리가 박영효의 집 대문 앞에 다다랐을 때는 박영효는 이미 한강을 통행하는 작은 증기선에 올라 행주산성 밑으로 돌아 인천으로 향하였다. 신응희, 이규완 등도 함께 박영효의 뒤를 따랐다. 이규완은 신응희, 박영효와 함께 일본인의 호위를 받아 도성을 빠져 나와 용산에서 기선을 타고 도주하였다.

##### 2차 망명

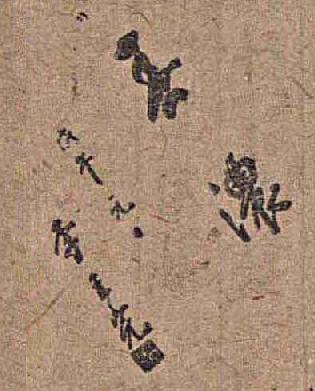
친필 휘호, 1918년 1월 1일

박영효는 심복 이규완을 데리고 한강으로 나가 증기선을 타고 제물포를 거쳐 7월 8일 일본으로 망명하였다. 일본으로 망명했던 그는 야마구치현의 시모노세키와 야마구치에 체류하다가 그해 7월 하순 다시 미국으로 건너갔으며, 10월까지 미국을 여행하였다. 1895년(건양 원년) 12월 로스엔젤레스에서 다시 배편으로 일본 야마구치현으로 되돌아왔다. 미국 체류중이던 1895년 8월 20일 경무부사로 복직 발령되었는데, 그해 12월 일본으로 돌아왔다가, 12월 28일 귀국하였다. 1896년 1월, 1895년 12월 명성황후 국상 선포 이후, 국상기간 중 한성의 소도사(小導寺) 사찰에서 고관들의 비밀 연회가 열린다는 소식을 접하고, 순검 10명과 함께 급습, 각 부의 대신들이라는 위신을 존중하여 서면 경고와 서약서를 받고 놓아보냈다.
1896년 2월 11일 김홍집 내각이 붕괴되자 다시 일본으로 망명했다. 1896년 4월, 첫 일본 생활 당시의 정미소와 양잠농장의 주인집이었던 야마구치현 아부군 하키와시마 촌(阿武郡 萩川島村)의 나카무라 집안에 정착하였다. 하키카와시마에 체류하면서 그는 나카무라 집안의 양잠업 일과 정미소 일을 하며 양잠강습소에 다니면서 잠업기술을 배웠다.

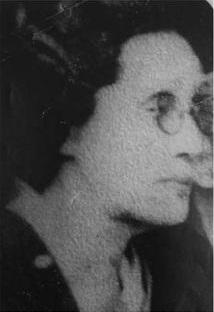
나카무라 우메코 (1925년 이전), 일본인 외교관 아버지와 스페인, 캐나다인 혼혈인인 어머니에게서 태어났다.

1896년 7월 15일 나카무라 우메코와 결혼하였다. 나카무라 우메코의 아버지 나카무라 이치는 1876년 주미국일본대사관 재직 시 스페인과 캐나다인 혼혈이었던 여성 외교관 마가렛 고츠와 만나 아들 하나를 두고 딸로 나카무라 우메코를 두었다. 그러나 나카무라 이치는 이미 본국에 일본인 아내와 아들이 있었다. 마가렛 고츠는 딸은 나카무라 이치의 호적에 올리는 조건으로 양육비를 준 뒤, 아들은 데리고 캐나다 벤쿠버로 건너갔다. 스페인과 캐나다인, 일본인의 혼혈이었던 우메코는 일본에 와서 아버지의 본처에게 양육되었다. 나카무라 우메코는 남편의 성을 따르는 일본풍습에 따라 이씨로 성을 바꾸고, 한국식 성과 이름을 따서 이매자(李梅子)라 하였다. 중촌매자의 집은 양잠을 하였으며, 그는 처갓집에서 양잠업을 도우면서 생활하였다. 나카무라 우메코와의 사이에서 5남 4녀를 두었다.
2차 망명 생활 초반 조선 사회에 환멸과 염증을 느낀 그는 도쿄(東京), 야마구치(山口), 시모노세키(下關), 후쿠오카(福岡) 등을 방황하다가 후쿠자와 유키치의 충고로 처가인 야마구치현(山口縣) 하기 촌(萩村)에 체류하며 잠업강습소에 입소하여 잠업 기술을 배웠다. 이후 그는 양잠업에 종사하면서 양잠 기술을 익혔고, 후쿠오카현에서는 기계업에 종사하며 기계 수리, 정비 방법과 기계 설계, 제도 기술을 배웠다. 조선에서는 자객들이 파견되었지만 그는 일본식 성명으로 변장하여 생활하여 쉽게 노출되지 않았고, 야마구치 현의 유력가였던 처가의 비호를 받았다. 이규완은 망명 기간 동안 박영효의 경호원 격으로도 활동했으며, 박영효와 개화당의 귀국을 위해 국내에 잠입해서 공작을 추진한 적도 있었다.
1898년 8월부터 안경수와 윤효정의 방문을 받았다. 1898년 가을 안경수와 윤효정은 유세남, 이규완, 우범선, 구연수, 황철 등 망명자들을 만나, 독립협회가 자금을 보내 망명자들의 귀국을 촉구하고 있는 문제를 논의, 일본에 사람을 보내기로 결정한다. 박영효는 "가서 죽을 필요는 없다."며 인원 파견에 소극적이었다. 그는 자청해서 조선에 다녀오겠다고 했다. 결국 황철과 이규완이 독립협회 응원을 위해 서울에 가기로 했다.
한편 1895년 교토부지사나 야마구치현지사는 요시찰인물 보고서 명단에 그의 이름을 수록하였다.

#### 고종 축출 기도

##### 독립협회 지원 활동
1898년(광무 1년) 10월 일시 귀국하였다. 그는 한성부의 일본인 거류민 지역에 숨어 있으면서 최정덕 등과 연락하였고, 윤치호에게도 사람을 보내 박영효의 귀국 운동을 독립협회와 만민공동회에서 처리해줄 것을 부탁하였다. 그러나 윤치호로부터 개혁의 기회를 놓치기 싫다는 이유로 거절당했다.
1898년 11월 9일 개화파와 독립협회의 지원 요청을 받고, 황철과 함께 독립협회 지원 시위를 하고 일본으로 돌아왔다. 이규완과 황철은 11월 9일 후쿠오카현의 몬지 항을 출발하여 인천에 상륙, 서울에 무사히 들어가 진고개 일본인 여관에 투숙했다. 여관으로 오세창, 윤치호, 고영근, 이승만 등이 찾아왔다. 그는 서울 시내에서 4~5천 명의 군중 앞에서 연설도 한 뒤 일본으로 무사히 돌아갔다. 12월 박영효의 최측근이었던 이규완이 몰래 귀국하여 과격 투쟁을 선동한다는 소문이 돌기도 했다. 11월과 12월 그는 대한제국에 잠입하여 고종을 폐위시키고 박영효를 대통령에, 윤치호를 부통령에 옹립할 계획을 세웠다. 그러나 주한국일본 공사관 직원에 의해 사전에 유출되어 정변 기도는 무산되고 만다.
이후 이규완은 타인을 맹신하는 것은 위험한 일이라는 확신을 하게 된다. 이어 1928년의 한 인터뷰에서 밝힌 것과 같이, 인간관계든 외교상의 관계든 외세와 다른 사람에 대해서는 어느 정도 거리를 두는 것이 목숨을 오래 보전할 수 있는 길이라는 결론을 내리게 된다. 그는 늘, 가족이라고 해도 어느정도는 거리를 두어야 된다고 하여 이상한 사람 취급을 받기도 했다. 한때 이승만은 이규완을 찾아와 미국으로 망명하는 방법을 문의하였다. 그러나 이승만이 이규완을 자주 찾는다는 것이 소문이 돌고, 이승만은 윤치호와 서재필의 계속된 만류로 이규완을 찾는 일을 그만두었다.

##### 고종 폐위계획 미수
1898년 10월부터 이규완은 황철, 강성형, 윤세용 등 박영효 추종자들과 일본에서 몰래 귀국하여 한성 진고개에 잠복, 일본 공사관측이 제공하는 자금으로써 친위대 소속 군인 150명과 자객 30여 명을 규합하여 고종을 폐위시키고 박영효를 총리대신으로 추대하려는 음모를 진행시키고 있었다. 10월말 다시 일본으로 돌아갔다가 11월 9일 다시 국내에 입국하여 독립협회를 지원하였다. 이 기간 중 이규완은 매부 강성형, 독립협회원 이승만, 이민칙(李敏穫) 그밖에 최정덕, 윤세용, 이규승, 강호선(姜浩善), 신창희(申昌熙) 등과 접촉하였다.
1898년 11월 이규완은 황철, 강성형 등을 중심으로 황제 폐위와 박영효 추대 운동을 추진했다.
이규완은 이승만을 포섭하는데 성공한다. 독립협회와 만민공동회로 박해받던 이승만은 독립협회와 민권 운동을 탄압하는 조선에서는 더 이상 견디지 못하겠다고 호소하였다. 이규완은 이승만을 곧 고종 폐위 운동에 포섭하는데 성공한다.
| “ | 이승만은 이규완을 찾아가서 타국에 의탁하는 길을 부탁하고 이곳에서는 오래 머물지 못하겠다는 뜻으로 언급하였으니 그 마음가짐을 헤아리기 어려우니 강성형과 대질할 때에는 그러한 일이 없다고 극구 꾸며대기에 바빴지만 역명(逆名)에 이름이 든 사람을 일부러 찾아가서 자신의 거취에 대하여 설명한 것은 극히 해괴하온 바. | ” |
|   | — 1899년 1월 11일자 경무사 이근용의 법무부 대신 이도재 앞으로 보낸 보고서에서 |   |

당시의 한 보고서에 의하면 "박영효의 지시로 서울에 잠입해 있던 이규완 등에게 포섭 당한 최정덕과 이승만 의관은 12월 16일에 개최된 중추 원회 의에서 정부대신급에 임명할 인재 11명을 추천할 것올 발의, 통과시키면서 박영효와 서재필 등을 투표로 선출하려 선동하였다."한다. 한편 이승만, 이상재 등은 체포되어 의금부에 투옥당했다. 죄목은 이승만과 몇몇 사람이 이규완, 황철과 공모하여 폐하를 폐위시키려는 음모를 꾸몄다는 것이다.
당시 이승만은 이규완 등을 만나 자신의 향후 거취를 상의하는 등의 행동을 했던 것이다. 그러나 불행히도 이승만까지 참여, 지원했던 박영효 일당의 쿠데타 음모는 포섭 대상이었던 친위대 장교들의 고발로 사전에 누설, 발각되어 수포로 돌아갔다. 이들의 정변 계획은 12월말에 발각되었다.
일망타진된 박영효의 추대 음모자들 가운데 이규완의 매부인 강성형과 박영효의 추천으로 일본 유학을 했던 윤세용의 공초에서 이승만의 이름이 토로되었고, 이승만도 곧 체포대상이 되고 말았다. 이승만은 1899년 1월 11일 체포되었다. 한편 이규완은 체포령을 피해 비밀리에 경성을 탈출, 배편으로 다시 일본으로 귀환, 박영효 등을 만나고 야마구치로 되돌아왔다.

#### 3차 일본 망명

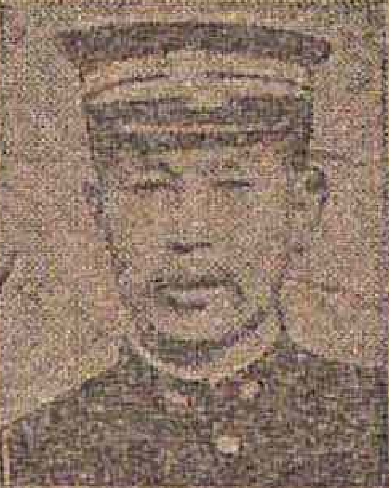
대한제국 육군 소장 시절 (1905년)

1899년(광무 2년) 1월 다시 일본으로 귀환하였다. 1900년(광무 3년) 유길준이 일본 육군사관학교를 졸업한 조선인 청년들 몇 인을 모아 혁명혈약서(革命血約書)를 작성할 때 동참하였으며, 이들과 함께 유길준의 환국 모의에 가담했지만 사전에 발각되어 실패하였다. 1900년(광무 3년) 7월 다시 조선에 밀파되어 고종 폐위 쿠데타를 기획하였다. 박영효와 유길준 등은 뒤에서 후원하며 이규완 일행에게 고종과 태자 순종을 폐하고 의화군 이강(義和君 李堈)을 국왕으로 추대하도록 지원하였으나, 쿠데타 기도는 첩자의 미행으로 실패하였다. 쿠데타가 사전에 발각되자 이규완은 용산에서 다시 일본선박을 타고 도피했고, 부재중 궐석재판에 회부되어 교수형을 언도받았다. 1902년 12월 4일 사면되었다. 1902년(광무 5년) 12월 4일 충청북도관찰부 주사(忠淸北道觀察府主事)에 임명되었다. 그러나 곧 1902년 12월 7일 해임되었다.
1904년 3월 25일 대한제국 경성부를 방문한 이토 히로부미는 일본에 망명중인 유길준, 이준용, 박영효 등에 대한 사면, 석방을 건의할 때 이규완의 사면, 석방도 건의하였다. 그러나 고종은 이를 거절했다. 이토 방한 중 고종은 일본 측과 내밀히 일본에 체류하는 망명자 처리 문제를 논의하여 "이준용, 박영효, 유길준, 장박, 조희연, 이두황, 이진호, 이범래, 조희문, 권동진, 구연수, 정난교, 이규완, 신응희 등 14명은 중범으로 용서해주는 것이 어려우며 그 밖의 자들은 귀국하면 각기 죄에 따라 관대히 처분할 수 있다."고 밝혔다. 고종은 일본의 특사 이토 히로부미가 1904년 3월 내한하자 망명자 중 요인을 해외로 추방하거나 변방에 유치시킬 것을 제의하여 동의를 얻어냈다. 고종이 지명한 요인은 이준용, 박영효, 이규완, 유길준, 조희연, 장박, 이범래, 이진호, 조희문, 구연수, 이두황, 신응희, 권동진, 정난교 등 14명이었다. 그러나 일본은 고종에게 약속한 망명자 처분을 이행하지 않았다.
1904년 4월 중순 고종은 주한일본국공사관에 조선인 출신 정치적 난민 신청자 중 이규완, 박영효, 유길준, 장박, 정란교, 권동진, 조희연, 이두황, 이진호, 이규완, 이범래, 신응희 등 14명을 일본에서 추방하고, 나머지 다른 망명객은 송환할 것을 요청하였다. 주한일본공사는 4월 14일 일본 외무대신에게 보고했는데 일본 정부에서는 이들의 송환을 거절하였다.
1905년(광무 8년) 11월 18일 을사 보호 조약이 체결되자 그는 일본 망명객의 신분으로 고종에게 조약 체결은 부당하다는 상소를 올렸으나 거부되었다. 그는 미국에 있는 서재필에게도 불법 조약이 체결되었다는 내용의 편지를 보냈다. 1906년 3월 3일 한국 통감 이토 히로부미에게 발탁되어 육군 소장에 임명되었다. 1905년(광무 8년) 7월에 주조선특명전권대사로 온 이토 히로부미는 자신이 소년시절 나카무라 우메코의 친정 집에서 운영하던 정미소의 사환으로 있었던 인연으로, 이규완의 귀국과 경호를 주선해주었다.
1907년(광무 10년) 3월 비밀리에 귀국하였다. 1907년 3월 4일 저녁, 그는 경성부 일목교(日木橋) 외곽의 판자집을 마련, 강원도 관찰사로 부임해갈 때까지 그곳에서 거주하였다.

#### 관료 생활

##### 귀국과 관료 생활

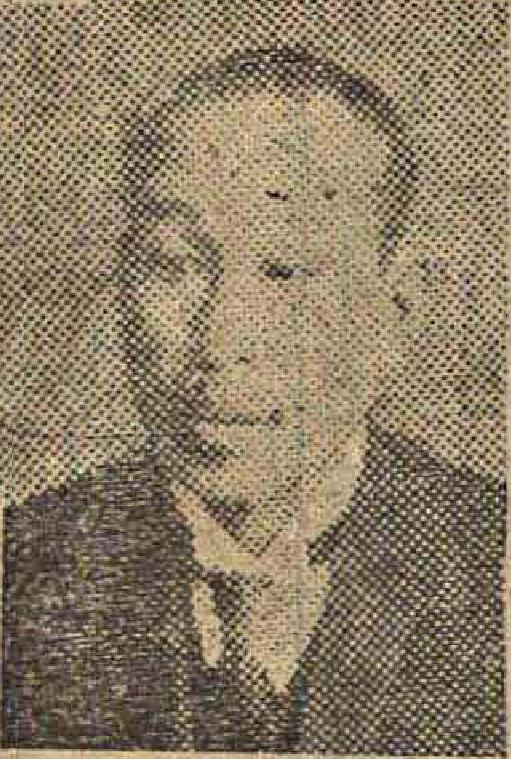
이규완

1907년(광무 10년) 3월 11일 일본을 방문한 의친왕의 수행원으로 참석했다가, 7월 10일 귀환하였다. 1907년(융희 1년) 7월 고종이 퇴위하자 사면령이 내려졌으며, 충청도 관찰사직에 임명되었지만 거절했다. 일본 체류 중 1907년(광무 10년) 5월 11일 서북영림창 사무관(西北營林廠事務官)의 한 사람으로 임명되었다. 이때 일본에 있던 나카무라 우메코 및 아들 각일, 선길, 영일, 딸 송자 및 첩 민씨를 데려왔다. 그해 11월 6일에 대한제국 중추원 부찬의(中樞院副贊議) 주임관2등(奏任官二等)에 임명되었다. 이후 지방관의 물망에 여러 차례 거론되었지만 그는 자신의 학식이 짧음을 들어 여러번 스스로 사양하였다. 1907년(융희 1년) 11월 10일 대한협회의 창립에 참여, 대한협회 본부회의 회원이 되었다.
1907년 귀국한 뒤로는 그동안 그를 보호해 준 일본에 의해 관료로 임용되었고, 맡은 바 역할을 다하며 여생을 보냈다. 귀국 이후 다른 일본 망명객들과 함께 통감부의 지원을 얻어 강원도 관찰사에 임명되었다. 강원도관찰사에 임명되자 이규완은 '나는 문맹이므로 지방 수령 직은 적당치 않다'고 사양하였다. 그러나 이토 히로부미는 '무식을 염려하는 모양이나, 만약 그대와 같이 서류를 볼 줄 모르는 무식이라면 보좌관을 두고서 결재하면 될 것이 아닌가'라며 끈질기게 강권하였다. 결국 그는 1907년 11월 7일 강원도관찰사(江原道觀察使)로 부임하고 칙임관3등(勅任官三等)에 서임되었다. 강원도관찰사가 되면서 겸임 중추원 찬의(中樞院贊議)에 임명되어, 1910년 10월 1일까지 중추원찬의를 겸하였다.
강원도 관찰사였던 이규완은 관찰사의 집무실을 비롯한 집안 도처에, 그리고 측간 속까지 어망틀을 들여놓고 자신을 비롯하여 자녀, 자부들로 하여금 잡념이 생길 때마다 어망의 매듭을 맺도록 하여 고통스러운 여가를 생산적으로 승화시켰다. 그는 참여관과 기타 이속들에게도 직접 자기 좌석 청소 정리, 정돈을 수시로 시켰다. 그는 인간의 삶 자체가 고행이고 일이라며 일하지 않는 방법은 죽는 방법이 유일하다, 죽으면 썩어질 몸이니 일분 일초의 시간도 허비해서는 안된다며 가족, 부하들에게 노동을 독려하였다.
1907년(융희 1년) 12월 1일부터는 김교빈(金敎彬)과 함께 경성에서 땔나무, 숯, 석탄, 무연탄 등을 채굴, 제조 판매하는 시탄회사(柴炭會社)의 설립에 참여하였다. 그의 시탄회사는 1908년(융희 2년) 3월 8일 인허가를 받고 정식 회사로 출범하였다.

##### 강원도 관찰사 재직 시절
1908년(융희 2년) 6월 6일 이규완은 강원도관찰사에 재임명되었다. 강원도 관찰사 재직 중에도 그는 해가 긴 여름날 퇴청하면 촌부차림으로 손수 지게를 지고 일하였다. 언젠가 나무하러 가는데, 행군하던 수비대 병사들이 앞다투어 배낭을 벗어 이감사의 지게에다 얹었다. 그러고는 한 병사가 노인의 집이 어디냐고 물었다. 이 감사는 연대장 관사 옆집이라고 대답하자, 연대장 관사 옆에는 관찰사 관사 밖에 없는지라 이 병사들은 그제서야 깨닭고 줄 지어 땅에 엎드려 용서를 빌었다 한다.
출장길에 기차는 3등석을 이용했고, 아껴 쓴 출장비로 효자·효부를 포상하였다. 양복 한벌을 평생토록 입고 신발 한 켤레로 30년을 지냈다. 짚신이나 고무신, 양말이 떨어지면 발가락이나 발뒷굼치가 해어진 부분만 버리고 계속 신어 그의 양말과 신발은 짝짝이인 일이 종종 있었으나, 비웃으면 불호령이 떨어졌으므로 아무도 이를 비웃지 못하였다. 퇴관(退官)하면 농토로 돌아간다는 소신을 지켜 후평·석사동 농장을 자전거로 왕래하며 호미를 들고 농사에 전념했다. 퇴근 후 이규완은 손수 자신의 춘천읍 후평리, 석사리, 신동면의 농장에 들러 직접 지게에 거름통을 지고 밭을 갈았다. 그는 도내 군현마다 친상계를 조직하게 했다. 가는 고을마다 친상계(親喪契)를 들어 초상이 나면 손수 상여를 메곤 했다. 상여 멘 관찰사란 당시 조선 사회에서는 전무후무한 일이었다. 평민의 상이든 관리의 상이든, 그가 직접 상여를 메는데 참여하곤 했다.
강원도 관찰사로 재직 중 그가 한 농가에 들렀다가 걸게 차린 점심상을 대접받았다. 맛있게 식사를 마친 그는 주인에게 말했다. "참으로 분에 넘치는 점심 대접을 받았네. 내가 대접을 받은 만큼 이 집에 해줄 일이 뭐 없겠는가"라며 질문하였다. 그러자 집 주인은 "백성을 보살피느라 고생하시는 데 대한 성의 표시이니 그런 말씀 마시라"며 손을 내저었지만 이규완은 "이 세상에 공짜 밥이 어디 있느냐"며 지금 당장 해야 할 일이 뭔지 일러달라고 고집을 부렸다. 그러자 집 주인은 하는 수 없이 "밭에 거름을 져내는 일이 가장 급하다"고 말했다. 관찰사 이규완은 주인의 만류에도 불구하고 비지땀을 흘려가며 거름을 다 져내고 나서야 그 집을 떠났다.
1908년(융희 2년) 6월 11일 겸임 강원도재판소판사에 임명, 강원도관찰사로 강원도재판소판사, 중추원 찬의를 겸임하였다.

##### 도박, 노름 억제 정책
그는 자신부터 술과 노름, 도박을 피하고 퇴청 후에는 손수 거름지게를 지고 밭일을 하였다. 이감사 풍화 라는 속담의 기원이 되었다. 이 감사가 가는 고을 마다 푸화가 잘 되지 않는 고을이 없었다는 말이다. 그는 주색잡기를 하찮은 시간낭비에 돈낭비, 인생낭비라고 조소하였다. 그는 관찰사의 관사를 개조하여 고아원으로 개조하고, 자신은 직접 춘천 후평리 집에서 도보로 출퇴근하였다. 장거리 출장 때에는 항상 객차와 열차의 3등칸을 고집하여 여비를 아껴서 남는 여비는 반납하거나, 효자 효부 포상, 장학금으로 전달하였다. 그는 대다수의 조선인들이 땀흘려 일하기를 거부하고 술과 담배와 노름, 도박에 빠지기를 좋아한다며 조선의 멸망은 당연한 천벌로 받아들였다.
6척에 20관의 거구였던 그는 완력도 대단했다. 농번기 바쁜 시절에 장기를 두거나, 노름을 하고 있으면 그는 거름짐을 지고 가다가 짐짓 비틀거리며 쏟아버렸다. 또, 돈 많은 지역 유지들이 기방에서 놀고 있다는 전갈을 받으면, 인분 만지고 있던 그 손 그대로 들어가 술을 청하고 맨손으로 안주에 손을 대어 판을 깨곤 했다. 그는 땀흘려 일하는 농군들을 도우지는 못하면서, 환락에 빠졌다며 판을 갈아 엎었고 여러번 논쟁이 벌어지기도 했다. 이규완은 도박과 오락은 무의미한 짓이며 시간을 허비하고 영혼을 좀먹는다 하였다. 그는 술과 담배도 미워하여, 음주와 흡연에 대해서도 쓰잘데기 없는 시간낭비라고 지적하였다.
그는 일분일초의 시간도 무료하게 보내면 안된다며 시간이 남을 때마다 독서를 하거나 물레를 돌리며 실을 잦거나, 일본에서 배운 체조, 스트레칭을 하였다. 그는 무의미하게 시간을 보내는 것을 끔찍히 여겼다.

##### 며느리 간택
그는 며느리가 될 사람, 사위가 될 사람을 볼 때 집안 문벌이나 형식적 예의 보다는 성실성, 성공 가능성 여부가 있는가 없는가 여부를 보고 골랐다. 이규완은 며느리를 얻으면 혼례가 끝나는 그 이튿날 반드시 밭에 데리고 나가 가래질을 시켰다. 그는 서구의 자유 연애를 긍정하였다. 그러나 자유 연애를 허용하는 것과는 별도로 며느리감, 사위감이 될 사람의 집안을 보았다. 인간의 기본적인 틀이 형성되는 것이 가정이고, 가치관과 사람됨됨이는 부모를 보고 의식적이든 무의식적으로든 본받게 된다는 것이었다.
그의 며느리들 중에는 당시 고등여학교를 나오고 교사를 하거나 상류층의 여자였는데도 셋 이상이 협동해야 일이 잘 되는 가래질로 노동의 협동적인 묘미를 익히게 했다. 숙명여학교를 졸업한 넷째 자부(이화평의 어머니)가 결혼 했을 때는 가래질할 철이 아니어서 이규완은 새로운 넷째 며느리에게 나흘 동안 계속하여 돌담을 쌓게 하기도 했다.
그는 짚신도 손수 삼아 신었으며, 딸들과 며느리들에게는 용변시에도 실꾸리를 들고 가서 감으라며 시간을 헛되이 보내지 말라 했다. 그는 부호 집의 무남독녀 외동딸, 지나치게 빈한한 가정의 딸은 되도록 피할 것을 아들, 손자들에게 주문하였다. 이규완은 부모가 무식하면서 가난한 집은 최악의 가정이라 하였다. 부모가 기본 소양도 없으면서 지나치게 가난하면, 딸은 일찍 못된데로 눈을 떠서는 돈돈돈하면서 돈만 밝히는 인간으로 자라기 쉽다는 것이 그의 지론이었다.

#### 한일 합방 조약 전후
1910년(융희 4년) 4월 29일 공립 춘천실업학교가 개교하자 강원도 관찰사인 이규완이 초대 교장을 겸임하고, 사립 측량학교를 가교사로 빌려 1년제로 개교했다. 그 해 9월 2년제로 개편됐고, 교명도 춘천공립농업학교로 변경했다. 10월 1일까지 춘천실업학교 교장직을 겸임하다가 한일 합방으로 관제가 개정되면서 춘천실업학교 교장직에서 물러났다. 춘천실업학교 교장직에서 물러난 그는 청량리의 자신의 땅에 농업, 축산, 목공, 건축시공을 가르치는 실업학교를 개설하려 하였으나 한국통감부와 조선총독부 학무국의 불허로 번번히 실패하였다.
강원도관찰사로 재임 당시 그는 춘천을 중심으로 한 경성(서울)∼양양과 원주∼금화(철원)를 잇는 열십자(十)형 철도 부설 계획을 세웠다. 그러나 한일 합방 조약으로 그의 계획은 수포로 돌아간다.
1910년(융희 4년) 10월 1일 한일 합방이 되자 그는 이를 당연한 것으로 여겼다. 평소 '게으른 본성'을 가진 조선민족에게 독립될 자격이 없다고 확신했던 그는, 한일 합방을 조선인의 게으름과 탐욕, 부패함이 불러낸 당연한 결과물로 인식하였다. 10월 1일 한일 합방 조약 체결과 동시에 그는 조선총독부고등관에 임용되고 강원도도장관로 발령되었다. 그는 도장관에 임명되자, 학식의 짧음을 들어 사양하였으나 행정 실무는 실무 관원들이 처리하고 결제만 하면 된다 하여 애써 만류하였다. 한일합방 직후부터 조선총독부 내무부와 지방행정국에 강원도 철도 개설을 직접 건의하였으나 번번히 무산되었다.

### 강원도, 함경남도 도지사 재직

#### 강원도 도장관 재직 시절

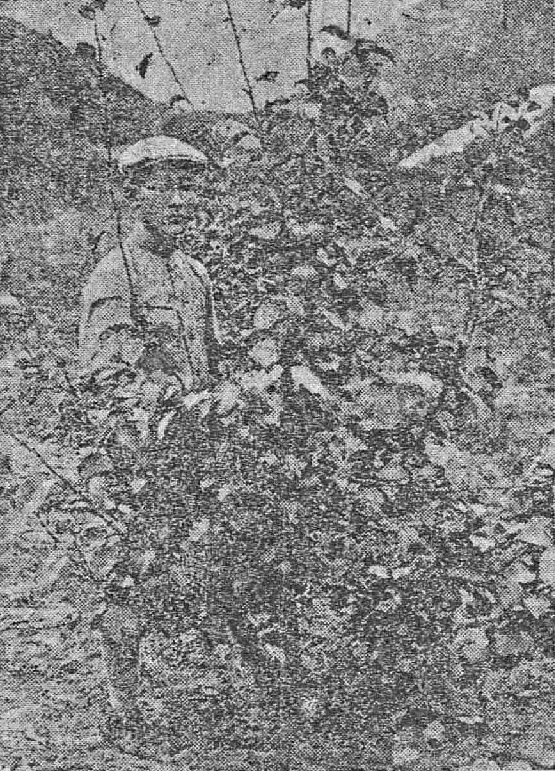
아들 이선길과 춘천 농장의 사과나무

강원도관찰사로 임명된 뒤 한일 병합 조약 체결 후에도 조선총독부로부터 10월 1일부로 강원도도장관에 임명되어 계속 그 자리를 지켰다. 그는 총독부에서 남작 작위를 제안하였지만, 자신에게 분에 맞지 않는 자리라며 거듭 사양하였다. 1912년 2월부터 3월에는 강원도장관으로 재직하면서, 강원도내 조선총독부 시정방침 설명회가 개최되자 홍천군, 원주군, 평창군에 조선총독부 시정방침 설명회는 직접 연사로 참여하여 총독부 시정방침을 설명하였다.
1912년 11월 고등관 2등으로 승급되고, 1913년 1월 정5위로 승서되었다. 1914년부터 1918년 9월까지 강원도지방토지조사위원회 위원장을 겸임했다. 1918년 9월 23일 함경남도의 도장관(도지사)으로 이동했다.
그는 겨우 글은 깨쳤으나 고위 행정직은 수행하기 어려울 정도로 학식이 얕았다고 전한다. 그러나 당시는 일본의 식민 통치가 막 시작되던 시기로, 지식의 깊이보다는 통감부나 조선총독부와의 친밀도나 충성심이 더 중요한 기준이었다. 이규완은 학식이 보잘 것 없다는 것을 숨기지 않을 정도로 겸손했고, 도지사로 있으면서도 휴일에 지게를 지고 직접 일을 할 정도로 부지런했다. 일본과 미국에서 망명 생활을 겪으며 얻게 된, 개개인이 근검하고 절약해야 부국을 이룰 수 있다는 지론을 부지런히 실천에 옮겼다. 그는 도지사로 재직하면서 매춘굴과 유흥가, 주점을 단속, 혁파하고, 도박과 오락을 근절, 금지하였다. 또한 음주와 흡연 역시 금지하고 그 시간에 쉬거나 물을 마시는 일, 용변보는 것만 허용하였다. 그는 일각의 촌음이라도 헛되이 낭비하지 말라며 독서를 하든, 물레를 잣든, 신문을 읽든, 청소를 하든 무엇이든 하라고 강조하였다.
강원도도장관 재직 중인 1912년에는 강원도 춘천군 춘천읍 아동리의 토지를 매입하였다. 그는 퇴근 후 부내면 석사리와 춘천읍 아동리, 후평리의 농장에서 밭일을 하거나 양떼, 소떼를 돌보았다.
그는 강원도와 함경도에서 도지사격인 자리를 역임하였다. 그러나 그 시절에도 제복 한 벌 외에는 여름에는 중의 적삼, 겨울에는 무명옷이 상복이고, 두루마기는 넝마 같았다. 일을 할 때는 무명에 물감들인 색옷을 입었기에 중국인 고용인으로 오인받기 일쑤였고, 구두는 강원도 도장관 임관 당시에 사 신은 한 켤레를 30년 동안 기운 데를 다시 기워 신었다. 이규완은 도청 푸세식 화장실의 인분 조차 분뇨처리업자에게 맡기지 않고, 도청 도서기둘에게 직접 퍼서 양동이에 담게 한 다음 자신이 직접 그 양동이를 들고 도청 화단에 거름으로 뿌리거나, 자신의 집으로 가져가 논밭에 뿌렸다. 그는 장관까지 지낸 분이 인색하다, 구차하다, 궁상이라는 시중의 주장에 대해 분수를 모르고 사치한 삶을 살다가 패가망신하게 되는 것이라고 일침을 놓았다.
1914년 9월 조선물산공진회 평의원이 되었다. 1915년 8월 조선총독부가 주최한 가정박람회(家庭博覽會) 찬조원이 되었다. 1915년 9월 11일 조선총독부에서 시정 5주년 기념 물산공진회를 실시하고 조선 13도에서 생산한 특산품 공청회를 개최하자, 이규완은 1915년 5월 1일부터 10월 31일까지 특별히 조선물산공진회 강원도지구협찬회장(朝鮮物産共進會江原道地區協贊會長)에 위촉되었다. 1916년 11월 예종석에 의해 대정실업친목회(大正實業親睦會)가 조직되고 이규완에게 대정친목회 강원도지부장을 맡아달라는 제의가 오자, 이때 이규완은 자신은 무지한 사람이라며 고사하였다.
1918년 2월 춘천신사봉사회 회장에 선출되었다. 그해 4월 종4위로 승서되었다.

#### 조선인 참정권, 자치권 운동 및 차별 철폐 운동
1910년 한일 합방 조약 체결 직후부터 그는 조선인의 참정권 허용과 자치권 허용을 주장하였다. 그는 일본이 조선을 병합했다면 조선의 백성들 역시 차별하지 말고, 동등한 일본의 국민으로 인정하라고 요구했다. 그는 조선인 역시 일본의 국민임을 인정하고, 일본인과 동등한 권리를 얻기 위해 스스로 분발해야 한다고 덧붙였다. 또한 그는 조선인이 일본인과 동등한 대접을 받으려면, 조선인 역시 일본 정부에 세금을 납부하고 동일한 의무를 이행해야 한다고 덧붙였다.
이규완은 특혜란 있어서 안되며, 똑같이 의무를 이행해야 역시 동등한 권리를 주장할 자격이 생긴다 하였다. 특혜는 부당한 혜택이니 또다른 차별을 불러온다는 것이었다. 그의 조선인 참정권 요구, 자치권 요구 및 조선인도 내지인(일본인)과 동등한 대우 요구는 민원식, 김명준, 박중양 등에게도 영향을 주었다. 그의 영향에 감화된 일부 지식인들은 1919년 3.1 만세 운동을 계기로 조선인 참정권, 자치권 운동 단체를 조직하여 조선총독부와 일본 본국 정부 및 정계, 지식인들에게 조선인도 동등한 국민 권리를 요구하게 된다.
1916년 4월에는 매일신보 기자와의 공개 인터뷰를 하였다. 이때 그는 "조선인의 부력(富力)이 내지인과 필적하게 납세 및 기타 국민된 의무를 행하게 된다면, 어찌 내지인과 똑같이 동등한 권리를 향유하지 못하겠는가. 참정권을 획득함은 물론이고, 비록 국무대신이나 주외(駐外)의 외교사신을 조선인이라고 못할 자가 없다고 믿는다"고 답하였다. 그는 조선인이 일본인과 동등한 권리를 누릴 수 있는 참정권과 국민의 권리를 부여해줄 것을 촉구했다.
그는 이후로도 꾸준히 총독부에 꾸준히 조선인 참정권 허용, 자치권 허용, 조선인과 내지인의 동등한 권리를 요구, 건의했다. 총독부에서 귀찮게 여기고 묵살했음에도 그는 꾸준히 조선인도 일본인과 같은 국민으로 인정하라고 끈질기게 요구했다. 한편으로 이규완은 조선인들에게도 부당한 차별대우를 받지 않으려면, 세금 납부 등 일본 국민으로서 동등한 대우를 위해 조선인도 스스로 노력해야 함을 거듭하여 반복 역설했다.

#### 함경남도 도지사 시절

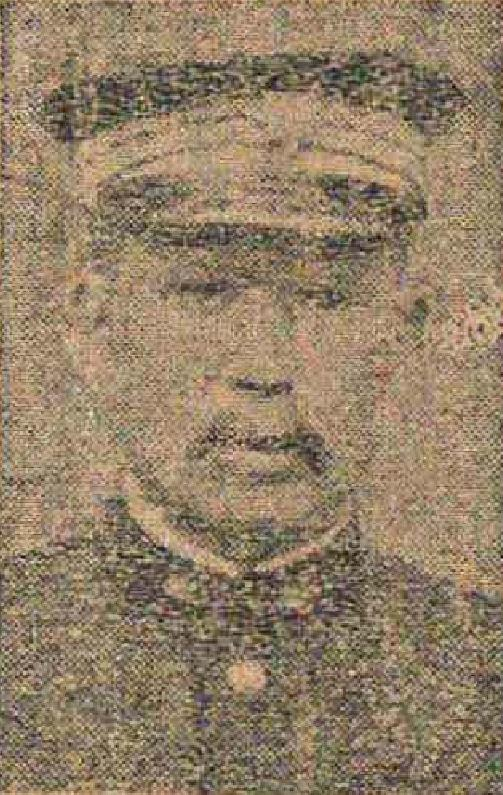
함경남도 장관 취임식 때
(대한제국 육군 정복 차림)

1918년 9월 23일 함경남도 도장관으로 발령받았다. 1919년 3·1 만세 운동 때 독립운동에 반대하는 경고문을 내었다. 또한 함경남도 관내에 포고령을 내려 유언비어에 현혹되지 말 것과 소란하지 말고 평상시와 같이 근무에 임할 것을 당부하였다. 3월 7일 만세 운동의 확산 방지와 민심의 진정을 위하여 관내 지방관들, 지식인들이 적극 노력해줄 것을 권고하는 성명서를 발표했다. 그러나 그는 3·1 만세 운동을 적극적으로 진압하지는 않았다. 간혹 창밖을 보며 만세 운동을 하는 청년, 학생들을 말없이 바라보며 뭔가를 상념했다 한다.
1919년 7월 3·1 만세 운동이 진행 중일 때, 포고문을 발표 "조선총독은 금년 3월 소요 발발 이래 여러번 유고를 발하여 각자의 행동을 계칙했으나, 이제는 그 진정을 기하게 되었고, 구주장년의 전란(제1차 세계 대전)이 이미 그 종국을 고하고 지금부터는 여러 나라가 다 같이 화평을 즐기고 각기 국력충실에 유일부족한 때를 맞이하여 다시 7월 1일 융화 일치의 요체를 제시하고 일반 민중은 휴척을 상분하고 이해를 다 같이하여 육심 협력하여 시운의 진보에 기여하라는 취지의 간도(懇到)한 유고를 발표했다. 그러므로 각 관청은 이를 주지하고 힘쓸 것은 말할 것 없고, 이 기회를 잃지 말고 취지를 철저히 하여 유감없기를 기할지어다."라는 훈령을 발표, 실력을 키우는데 만전을 기하자고 훈시하였다.
1919년 8월 19일 관제 개정으로 도장관이 도지사로 바뀌면서 인사이동이 단행되었을 때, 그는 함경남도도지사로 유임되었다.
함경남도지사로 재직 중 그는 전북 옥구군의 옥구군수리조합을 견학, 시찰하러 갔다. 안내하던 전라북도청 농무국장이 고급 여관을 지정하여 안내하였지만, 그는 바로 가까이 있는 허름한 여관방을 찾아들었다. 이 여관은 어수선하고 누추하며, 행인들이 여럿이 기숙하였다. 흙벽에는 빈대나 바퀴벌레, 모기를 파리채로 잡거나 눌러죽인 자국이 많았다. 그는 아무 말이없이 방을 하나 골라 한쪽에 자리를 잡고 투숙하였다. 밤잠이 별로 없던 그는 언제 어디서 주웠는지 대나무를 들고 깎기 시작하여 이쑤시개를 만들어, 다음날 아침 그를 안내한 사람에게 선물로 주었다. 그는 이 세상에는 공짜는 없다며 사양하는 전북도청 농무국장 및 서기들에게 선물로 주었다. 숙박료접대비가 남아 처리곤란하다고 하자 그는 보통학교 장학금으로 주었다.
1919년에는 이하영의 대륙고무주식회사의 설립에 출자, 참여하여 대륙고무의 주주의 한 사람이 된다. 그해 8월 1일 경성부 용산면 원효로1가에서 열린 대륙고무주식회사 창립식에 이하영, 이규원(李圭元), 박영효, 박중양 등과 함께 대륙고무주식회사 창립발기인, 대주주의 1인으로 참석하였다. 그는 오랫동안 일본의 고무회사에서 수입한 검정 고무신을 신는 것을 보고, 검정 고무신 하나 자기 손으로 못만드는 민족이 무슨 염치로 독립할 생각을 하느냐며 한탄했다. 대륙고무는 1922년 8월경이면 회사자본 500,000원, 사외 자본 1,251,000원의 중견 주식회사로 성장한다.
1919년 9월 10일 그는 아들 이선길, 이재길의 결혼식을 같은 날에 치루었다. 그는 결혼식에 돈계산보다는 사람의 마음이 중요한 것이라며 일체의 축의금을 사양, 받지 않고 간략하게 결혼식을 치루었다.
그는 도내의 유지들이 기생, 배우를 불러 유희를 즐긴다 하면 일부러 인분이나 가축의 분뇨를 한덩어리 짊어진 뒤 목장갑을 끼고 손에 분뇨를 묻힌 뒤 연회장에 참석하거나, 지체낮은 이들과 상인들의 연회에는 일부러 분뇨를 뿌려 연회장을 엉망으로 만들었다. 이렇게 쓸데없는 일로 시간을 낭비할 시간이면 지역내에 어렵고 불쌍한 아이들을 도와주거나, 공부하고 싶어도 하지 못하는 젊은이들 장학금이나 대던가 아니면 자신의 땅에서 작물 하나 더 수확해서 굶는 사람들이나 도우라고 일갈했다. 그의 이런 주장에 일부는 수긍하면서도 일부는 지독한 짠돌이에 구두쇠, 자신이 세상을 구제할 예수라도 되는 줄 착각한다며 반감을 갖기도 했다.
1921년 8월 독립운동가와 만주족 마적, 산적 등이 수시로 출몰하면서 약탈, 방화 사건 등이 발생하고 검거가 어렵자, 그는 함흥 주둔 일본군 제37연대를 찾아가 직접 출병을 요청했다.
1921년 10월 18일 함흥여자청년회의 찬성원으로 가입하였다. 1923년 7월 20일 한인기독학원의 민찬호, 김영우, 김노디가 인솔하는 남학생 12명, 여학생 8명으로 구성된 모국방문단을 접견하였다.
도지사로 재직 중 하루 아침은 까마귀를 잡아다가 국을 끓여 먹고 있노라니 어떤 도 서기(道書記)가 볼일이 있어 찾아왔다. 그는 "자네 국 좀 먹게"하고 권했다. 서기는 황송하게 잘 받아 먹었다. 먹고 난 다음 물었다. "맛있나?", "네 참 맛 좋습니다." "자네 그게 무슨 고기인줄 아나? 까마귀 고기일세. 늙은 것이 고기는 먹고 싶고, 쇠고기는 비싸서 먹을 수 없고 그래 총을 들고 나갔더니 까마귀가 한놈 잡혔어."라더니 "그래, 그걸세." 듣던 서기는 그만 비위가 흔들려 고기를 토해버렸다. 그러자 따귀가 벼락같이 들어왔다. 이규완은 대로하여 "이놈, 도지사가 먹는 것을 도서기가 못 먹을게 뭐냐?" 했다는 것이다. 함석헌은 후일 그를 가리켜 "조선에서 일하기로 유명한 인물"이라고 평하였다. 그는 음식 투정을 부리는 것을 미워하여, 음식 가리는 것과 낭비를 용납하지 않았다. 그는 늘 희생당하는 동식물, 힘들게 수확하는 농부와 어부를 생각하며 쌀한알, 고기 한점도 감사하는 마음으로 음식을 먹으라고 주문하였다.
1922년 11월 함남육영회 발기인으로 참여했으며, 1923년 1월에는 회장으로 선출되었다. 1923년 5월 조선총독부의 교육자문기구인 조선교육회 평의원에 선출되었다. 1924년 5월 경기도지사 영전설 혹은 함경북도지사 나가노(中野)와 서로 보직변경 영전한다는 설이 돌았다. 그러나 그는 영전설을 부인했고, 총독부의 제의 역시 거절했다. 1924년 6월 정4위로 승서되었다. 1924년 6월 동민회에 가입하여 회원이 되었다.

#### 황무지 개간, 농업 활동

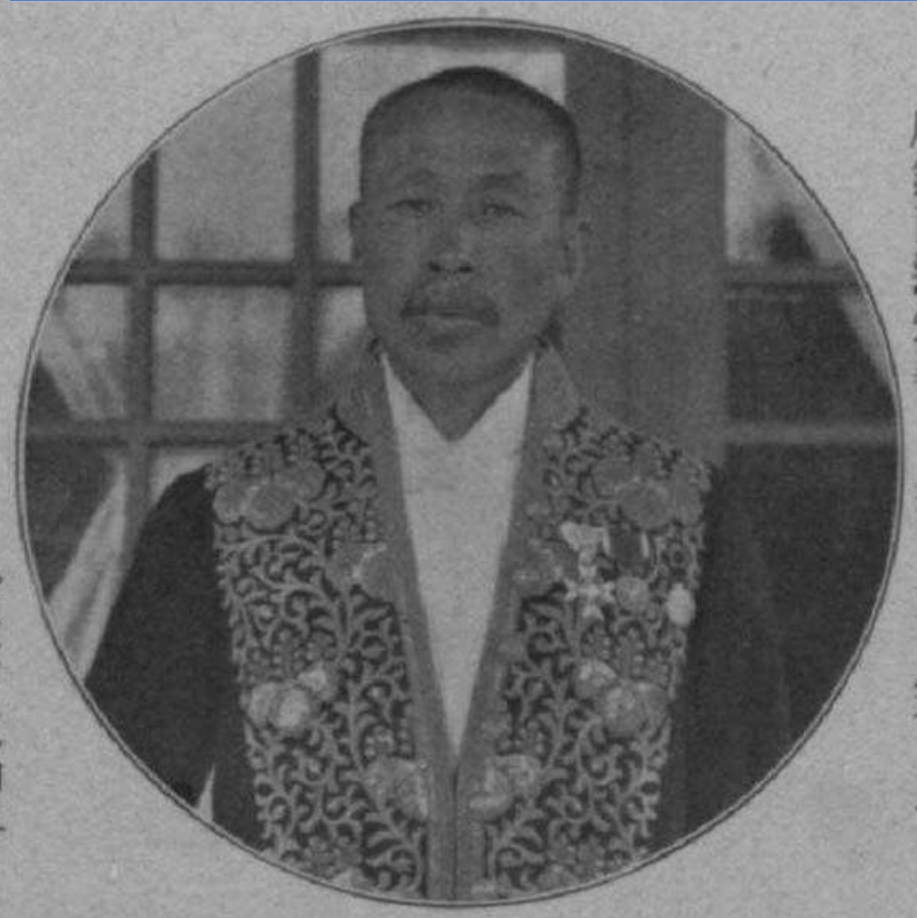
이규완, 함경남도지사 재직 시절 (1922년)

1924년 12월 1일 그는 병을 이유로 조선총독부 내무국에 사직서를 제출, 함경남도지사직을 사퇴하였다. 한편 그는 신임 함경북도지사직의 물망에 오르기도 했었다. 1924년 함경도 장관을 마지막으로 공직에서 퇴직한 뒤에도, 비슷한 경력의 전직 고위 관료들이 대부분 들어가는 조선총독부 중추원에 참가하지 않고 식산흥업이라는 평소의 주장대로 황무지를 개간하여 농장을 일구고 운영하는 일에 몰두하여, 1930년 청량리 전농 농장, 1936년 춘천농장을 경영했다. 조선총독부에서는 다른 지역 도지사 중 원하는 곳이나, 총독부 내 국장급의 직책을 추천, 권고했지만 그는 모두 사양하였다. 한편 그의 농사일은 화제가 되어 이상촌을 꿈꾸던 이광수나 김교신 등은 그의 농장을 직접 방문하여 농장 환경을 기록해가기도 했다.
그는 조선총독부 중추원 참의 직을 여러번 제의받았으나 모두 거절하였다. 이규완은 민족 개량을 통해 문명 개화해야 한다는 나름대로의 소신을 내세웠고, 근검절약과 교육입국, 식산흥업으로 대표되는 실력양성론 외에도 문명화를 이룩하여 부를 축적한 뒤 이제는 한 나라가 된 일본의 국정에도 참여해야 한다는 ‘참정권’에 대한 주장을 일찍부터 폈다. 한편으로 이규완은 많이 배우고 깨닭아야, 사람이 사람다운 삶을 산다며 자신이 초대 교장으로 있던 춘천농공고등학교와 그밖에 세브란스의전, 연희전문학교, 수원농림고등학교 등에 어려운 학생들 학비를 대신 납부한다며 기탁금을 대기도 했다.
1925년 2월 17일 동양척식회사 경성부 지점의 요청으로 황해도 봉산군, 재령군을 방문, 노동자들의 소작쟁의 원인을 현지방문 조사하였다. 2월 21일 봉산군 사인면사무소(舍人面)에서 동척에 납품하는 소작인 60여명을 모아 연설한 후 소작인 대표자들이 제시한 7개항 요구사항을 수락하여 협상을 마치고 되돌아왔다. 1925년 8월 조선산림협회에 가입하고, 같은 8월 조선산림협회 이사에 선출되었다. 1937년 5월 사퇴할 때까지 조선산림협회에도 참여하여 활동했다. 1926년 10월 동민회 평의원에 선출되었다.
1927년 2월 15일 신간회 창립에 참여하고 신간회에 가입하였으나 1931년 5월 해산되었다. 같은 날인 1927년 2월 15일 물산장려회 이사로 피선되었다. 1928년 4월 30일의 물산장려회 정기 대회에서 명제세, 김종협, 백홍균, 오화영, 문일평 등과 신간회의 지도자격인 안재홍, 허헌, 이종린, 한용운, 송진우 등과 함께 물산장려회의 이사로 선임되었다. 같은 날 물산장려회 회장으로 선출되어, 1928년 4월 29일까지 재직했다. 그는 국산품 애용운동에도 동참하였으며, 직접 시범을 보이고자 쌀, 보리, 조, 밀, 수수 등을 자신의 토지에 직접 농사지었고, 삼베와 목화를 재배하여 직접 옷을 해입거나 가족들에게 스스로 물레를 돌려 옷을 해 입도록 했다. 1927년 3월 3일 조선물산장려회에서 창간한 월간잡지 자활사(自活社)의 대표이사 사장이 되었다. 1928년 그의 부인 나카무라 우메코는 친어머니 마가렛 고츠로부터 2억 달러를 유산으로 상속받았다. 그러나 이규완 내외는 해방 이후까지도 이 돈을 조선으로 반입하려 했으나 실패하였다.
1927년 5월 조선농업회 고문이 되었다.

### 생애 후반

#### 토지 매입, 간척 활동
1929년 변호사 이인의 학교 설립 도움 요청을 받자, 그는 자신의 토지 일부를 팔아 학교 건립 기금을 댔다. 이후 이인, 송진우, 최송설당(崔松雪堂) 등과 함께 김천고등보통학교의 설립을 후원하였다. 그는 최송설당의 학교 설립 운동에 수시로 후원하였으나, 언론 인터뷰 요청을 거절, 전면에 나서지는 않았다. 1930년 경성부 청량리와 전농동 일대 토지 2,000여평을 매입하고 농장을 경영하였다. 1930년에는 이를 전농농장(典農農場)이라 상호를 등록하였다. 그는 경춘선을 타고 강원 춘천군과 청량리를 오가며 농업에 종사했다. 1930년 12월 27일 경성부 종로방 명월관 본점에서 경성상공협회가 창립되자 박승직 등과 함께 경성상공협회 창립 발기인의 한 사람으로 참여하고, 곧 임원을 선출하자 그는 경성상공협회 상담역의 한 사람으로 추대되었다. 1933년 동양척식회사 고문직을 사퇴하였다.
칠순 전후로 이때부터 그는 신경통으로 종종 고생하였다. 1933년 조선총독부 농림국, 내무국, 재무국 주도로 조선 내 미곡생산문제 협의체인 임시조선미곡조사위원회 촉탁에 임명됐다.
1936년 춘천군 신동면 석사리 땅 38,000여평을 매입하고, 춘천군 춘천읍내와 김화군 서면 자등리와 근남면 잠곡리, 경성부 청량리의 황무지를 개간하여 잡곡을 농사하거나, 농장을 운영하면서 소와 돼지 등 가축을 길렀다. 거듭된 공직 거절과 중추원 참의직 거부로 조선총독부에서는 그를 경계하면서도 그의 성실성은 높이 평가하였다. 농업과 축산업, 황무지 개간 활동 이외에 그는 기업 활동에도 참여하거나, 주주로 참여하였다.
1936년에는 한성시탄주식회사(漢城柴炭株式會社)의 설립에 참여하였다. 1930년대의 전쟁 독려 칼럼 기고 독촉에 대해 그는 바쁜 간척활동과 문맹을 이유로 거절하였다. 1930년부터 춘천군 신동면 석사리와 춘천읍 후평리의 야산을 손수 개간하여 밭을 만들고, 장남 각일과 차남 선길, 삼남 영일에게 주었다. 그는 인부를 고용한 것 외에도, 자신도 직접 청량리와 전농리 등 다른 곳을 맡아서 산지와 황무지를 농토와 밭으로 개간하였다. 청량리와 전농리의 농장을 개간할 때나 인근 지역에서 폐지를 주울 때 그를 걸인 노인으로 보고 조롱하던 근교 대학생, 전문학교 학생들이 그에게 호되게 혼이 나거나 어설프게 힘자랑을 했다가 팔다리를 꺾이기도 했다. 셋째 아들 이영일은 신동면 석사리의 자기 몫으로 주어진 야산을 매각하려 하였으나 그의 강력한 반대로 실패하였다.
중일전쟁에 자원한 조선인 병사 원호 및 성금, 위문품을 수시로 기부하던 그는 1939년 2월 경성부 육군지원자 후원회에 이사로 추대되었다. 중일전쟁과 태평양 전쟁에 자원 입대 지원자와 징병 입대자, 징용자 등이 증가하자 그는 후원금과 의복, 농수산물 등 위문품을 주기적으로 보냈다. 1939년 호남지역과 충청남북도 지역, 함흥 지역을 도보로 여행, 답사하고 돌아와 그해 9월 깅원도농촌진흥지도자회에 연사로 참석하였다. 1939년부터 한상룡 등이 경성국방의회, 조선국방비행기헌납회, 애국금차회, 국민정신총동원조선연맹, 국민총력조선연맹 등에 자문으로 참여해줄 것을 거듭 요청하였으나 그는 한상룡 등의 요구를 모두 거절하였다.
1939년 9월 주식회사 조선신문사 취체역이 되어 1941년 9월까지 재직했다.
1940년 8월 2일 조선총독부의 제2회 임시조선미국대책위원회 때 임시조선미곡조사위원회 촉탁에 해촉되었다.
1940년 9월 관절염, 인대 통증 등으로 경성부 경성 적십자병원 정형외과 병동에 1개월간 입원, 가료받고 퇴원하였다. 1941년 근육통과 피부질환 등으로 혼자 온양온천과 일본 규슈의 벳푸온천(別部溫泉)을 방문, 체류하며 온천욕을 하였다. 이때 그는 1942년 봄에 귀국하겠다 하고 자녀들에게 문안오지 말라고 전화연락하였다.1942년 2월 일본 야마구치현 산요(山陽)를 방문, 유사시의 농촌 지역을 견학하고 단기간에 쉽게 생산할 수 있는 감자, 고구마 등의 농사방법을 목격하고 그해 4월 경성으로 돌아왔다. 이후 1942년 5월부터 다시 경성부 청량리와 춘천의 신동면, 춘천읍, 김화군의 농장을 왕래하면서 농사에 전념하였다. 1945년 초 조선총독부의 거듭된 독촉에도 방공호 파기를 거절하였다.

#### 해방 이후
1945년 8월 15일 해방이 되자 그는 경거망동을 삼가할 것과 해방은 우연히 굴러온 것인만큼 다시는 권리를 빼앗기지 말자고 호소하였다. 8월 16일에 발표한 소감에서 그는 우연히도 하늘의 보살핌으로 독립을 하였으므로 감사히 여겨야 하며, 다시는 나라를 빼앗기지 말자고 주문했다. 그는 주권을 잃지 않으려면 백성들 스스로 배우고 깨닭기를 주저하지 말아야 한다, 모르는 것이 있으면 어린아이에게도 물어서 배우자, 열심히 땀흘려 일하자, 노동을 더럽다며 수치스러워하지 말자고 호소하였다. 해방 후 1945년 9월 2일 강원도 도지사 고문이 되고 10월에는 해방 이후 공석이 된 강원도지사직을 임시로 맡기도 했다. 한국민주당의 강원도지구당 위원장직에 천거되었지만 그는 고령을 이유로 거듭 고사하였다. 11월 담화문을 발표하여 3.8 도선 문제는 불가의라 하여 한민족이 스스로 결정할 수 없는 사안이라 발표하였다.
그는 항상 자제들을 보고 이렇게 훈계하였다.
| “ | 내가 죽거든 입던 옷 그대로 너희들 형제의 손으로 메어다가 파묻어라. 그리고 장례비는 나의 소신인 10원을 넘지 않도록 해라. 그리고 내가 모은 재산만큼은 절대로 낭비하지 말고 교육 사업에 투자, 선용하여라. 그렇게 한다면 나의 묘에 비록 비석은 없을 지라도 지나가는 사람들이 인사하고 갈 것이다. 세상에는 흔히 생전 자기 묻힐 묘자리를 보아두고 비석까지도 준비하는데, 그런 자들은 인생을 거짓 살았기에 끝까지 거짓으로 살려는 행위인 것이다. | ” |

그는 사후세계는 규명하기 어려운 신기루이지만 죽어도 영원히 죽지 않고 사는 방법이 있으니 너희는 그 점을 항상 생각하라며 눈에 보이는 것이 전부가 아니라고 지적했다.
이규완은 항상 열심히 일한다는 주변의 칭찬에 대해 나는 아무것도 한 것이 없는 부끄러운 사람이라며, 칭송하지 말라고 권고했다. 그는 땀흘려 일하는 것이 정상이며 나의 도리를 다할 뿐이라고 반복 강조했다. 1945년 12월 10일 중풍으로 와병중인 상태에서도 경성부를 방문, 윤치호의 빈소에 조문하고 돌아왔다. 1946년 2월 1일 비상국민회의와 2월 14일 민주의원에 참여하였으며, 이승만을 지지하였다. 만년에는 춘천읍 후평리의 2층집에서 거처하며 신동면 석사리에 있던 아들 집을 왕래하면서 생활하였다.

#### 최후
그는 말년에 중풍으로 누워 있었는데, 죽을 때까지도 곁에 어망 짜는 실을 놓고 어망을 짰다 한다. 어느 날 그는 장남과 차남을 불러놓고, 그가 손수 가꾸어 놓은 미루나무를 가리키며 분부하였다. 그는 생전 자신의 집 울타리 안팎과 집 주변에 미루나무, 오동나무, 대추나무, 밤나무, 감나무, 은행나무 등을 심어두었다. 누군가는 지나가다 배가 고프면 땅에 떨어진 그 열매라도 먹는다면 그것이 곧 누군가를 돕는 일이 아니겠느냐는 것이 평소 이규완이 피력한 답변이었다. 그는 자신이 죽어서도 전직 고관대작이 죽었다는 이유로 시장과 저자거리를 점유하거나 누군가에게 민폐를 끼칠 것을 염려하였다.
| “ | 언제 내가 죽을지는 모르나 내가 죽거든 저 미루나무로 관재(官材)를 하라. 관재가 마련되었으니 굳이 관을 새로 살 필요가 없어서 장례비 10원을 5원으로 내리고, 그 이상 넘지 않도록 하라. | ” |

두 아들이 반드시 그러해야 할 이유가 뭣 있느냐고 따져 묻자 그는 자신의 경륜을 피력하였다. 그는 자신은 한 일이 없으니 호화로운 장례식을 할 이유가 없다는 것이었다. 병석에 누운 이규완은 답하기를 "나의 과거를 회고하건대 국가, 사회를 위해서나 후손을 위해서나, 너희들을 위해서나 무엇 하나 이루어 놓은 것이 없다. 일러 무능한 인간이었다. 이러한 무능한 인물이 세상을 떠남에 있어 어찌 다액의 돈과 재물을 소비하면서까지 장의(葬儀)를 할 필요가 있겠느냐. 그것은 또한 나에게만 국한된 일이다."라고 답하였다. 이어 "양반임을 자부하고 의식주에 한 가지도 궁함을 모르고, 무위소일하여 부귀영달의 꿈을 깨지 못하는 부유층은 물론, 그들과 합류하여 허송세월하는 자들이 그 얼마나 많은가를 아는가? 관혼상제에 과분한 돈과 재물을 들이는 것이 다른 한국 동포들의 생활을 피폐케 하는 큰 원인이 되는 것이다. 이후라도 이것을 시정하지 않으면 아니 될 것이다."라 하였다. 그는 다른 사람들은 사치풍조를 따지고 겉모습과 재산, 지위, 외모, 학벌에 연연하더라도 너희들 만이라도 그것에서 초연한 모습을 보일 것을 자녀들과 손자들에게 부탁하였다. 당장은 초라하게 보이고 멸시나 이인(異人) 취급을 받겠지만, 그 때가 지나면 그 답을 알게되리라 하였다.
중풍과 노환으로 병석에 누워 있다가 등창까지 더해져, 1946년 12월 15일 춘천군 춘천읍 자택에서 중풍과 등창, 노환 등의 합병증으로 사망하였다. 시신은 춘천군 춘천읍 후평리(현 강원도 춘천시 후평1동) 589번지, 그의 2층 다다미집 근처, 삼운사 서남편에 매장되었고, 장례식에는 임용준(任龍俊) 초대 강원도의회 의장, 박근원(朴勤遠) 강원도지사, 최규각(崔圭珏) 농림부장, 안동혁, 이승만이 특별조문단으로 보낸 비서 이기붕, 윤치영 등, 김구의 특별조문단인 엄항섭 등, 미군정장관의 특사인 강원도 군정장관 리처드 F. 레이디(Richard F, Reidy) 미국 육군 대령 등이 조문하였다. 그의 묘소 주변은 그가 소유하던 과수원이었으나 그의 과수원들은 후일 타인에게 매각되었다.

### 사후
아들 이선길은 유도 지도자로 활동하였고, 다른 아들 이영일은 춘천에 거주하며 서양화가, 현대화가로 활동하였다. 이규완이 생전 이승만, 서재필의 미국 생활비를 송금한 일과 상하이 임시정부로 돈을 송금해주었던 점을 고맙게 여겼던 이승만은 1953년 아들 이선길에게 서울 신신백화점 부지 및 주변 토지를 무상으로 불하해주겠다 제안하였으나, 이선길은 분에 넘치는 것이라며 사양하였다.
다른 아들 이재길은 한의사, 접골원 등으로 활동했다. 아들 이재길은 접골원 등을 하였지만 워낙에 술을 좋아했다. 친구들에게 돈도 빌려주고, 술 마시는 일로 결국 부친(이규완)에게서 물려받은 재산을 모두 탕진한 데다가 접골원이라는 곳이 하루 종일 환자를 돌보느라고 움직일 수 없는 직업이었다. 후에 이재길은 자신의 아들 이화평을 따라 브라질로 이민갔다.
2002년 민족정기를 세우는 국회의원모임이 발표한 친일파 708인 명단과 2008년 민족문제연구소에서 친일인명사전에 수록하기 위해 정리한 친일인명사전 수록예정자 명단에 모두 선정되었다. 2007년 대한민국 친일반민족행위진상규명위원회가 발표한 친일반민족행위 195인 명단에도 들어 있다.
강원도 춘천시 후평1동 589번지 이규완의 묘소는 1963년에 비석이 세워졌다. 묘소 근처에는 후일 묘소 동북편에 세경아파트와 현대아파트, 대양빌라가 들어섰고, 묘소가 있는 언덕 건너편에는 한림대학교 기숙사가 들어섰다.

## 저작
- 《조선 개화당 사건 갑신대변란의 회상기》
- 이규완옹일사 (강원도 내무국, 1956)

## 사상과 신념
이규완은 며느리에게 가래질을 시켜 근검, 협동의 정신을 가르쳤고, 철저한 보상주의 실행으로 노동의 가치를 깨우쳤으며, 몸에 밴 검약 정신으로 자신도 신발을 직접 꿰매 신었다고 한다. 매일 아침이면 그는 세수 후, 거울앞에 서서 늘 참되자, 진실되자, 하루를 살더라도 솔직하자고 외쳤다. 취침 전에는 늘 자기 자신에게 참되었는가, 자기 자신과 가족을 속이지는 않았는가하며 스스로에게 자문하였다. 자기 자신을 속이는 자는 능히 다른사람에게도 거짓을 남발하는 자라며 자기 자신에게 솔직한 인간이 될 것을 호소하였다.
그는 천사와 악마가 존재하고 사후세계가 존재한다면, 아마도 게으름과 탐욕스러움, 음란함이야말로 바로 악마의 유혹일 것이라고 규정했다. 이규완에 의하면 만약 천국과 지옥이 있다면, 지옥은 게으름과 담배, 알콜중독, 마약중독과 범죄가 수시로 반복, 횡행하는 그런 곳일 것이라고 전망했다.

### 가난, 게으름에 대한 비판
이규완은 가난함과 게으름은 악으로 규정하였다. 이규완은 "2천만 명의 조선 사람 가운데 겨우 10만 명이 일하고 나머지 1,990만 명은 놀고 있다."며 한탄하였다. 그는 조선을 멸망시킨 것은 조선 백성들의 게으름과 태만함, 나태함이 원인이라고 지적하였다. 백성들의 안일함과 게으름이 곧 국력을 약화시켰고, 급기야는 조선의 멸망을 유도했다는 것이다. 그는 가난은 동정받을 것이 아니라며 가난을 탈출하지 못하는 인간의 나약함과 의지력 부족, 근성 부족이 최고의 악덕이라고 지적했다.
그의 지론은 2천만 명의 조선 사람 가운데 겨우 10만 명이 일하고 나머지 1,990만 명은 놀고 있으니 가난할 수밖에 없다는 것이었다. 그래서 거지가 밥 얻으러 동냥 오면 밥을 먹여 주고, 그 대가로 밭갈이 노동량을 정해 주고는 그 일을 마치지 않으면 내보내주지 않았다. 그는 가난한 것은 선량한 것이 아니라 그 사람이 게으르기 때문에 가난한 것이라고 하였다.

### 게으름 망국론
이규완은 조선인들의 게으름과 배관열이 나라를 망쳤다고 봤다. 갑신정변이 실패한 뒤 그는 장기간 일본·미국 등지에서 망명생활을 해야 했다. 일본인 노동자들과 미국의 노동자들을 본 그는 조선인들의 게으름과 비열함에 대해 환멸감을 품게 된다. '게으른 본성'을 가진 조선민족에게 독립될 자격이 없다고 확신했던 소신 친일파 이규완은 그 ‘본성’을 개량하자는 의미에서 도 장관이 되어서도 작업복 차림으로 짚신을 만드는 등 ‘노동의 신성’을 실천했고, 부하의 자녀에게 양잠·견직을 가르치고, 퇴직 이후에 땅을 매입·개간을 해서 4만 평이 넘는 농장의 주인이 됐다. 그는 조선이 멸망한 원인의 하나로 사농공상, 문존무비, 노동을 천시하는 사회 풍조 등을 지적했다.
이규완은 사회의 진보, 문명화를 위해서는 나태한 민족성을 고치고, 식산흥업을 발달시켜야 한다는 점을 강조하고 이를 스스로 실천했던 사람이었다. 물론 이것은 근대화, 자본주의화를 위해서는 필수적인 조건들이었지만, 그는 일제에 의한 지배와 지도 하에 이를 이루려 하였다. 춘천에서 도 장관직을 하면서도 퇴근 후에는 몸소 거름통을 메어나르며 농장 일을 하였고, 물을 막아 저수지를 만들어 관개용으로 양어장을 활용했다. 그는 황무지를 개간하여 드넓은 과수원을 손수 지도해 운영했는데, 자신과 아내 외에도 자녀들도 밭농사에 참여시켰다. 그는 아침마다 괭이와 밑씻개를 갖고 매 그루마다 차례로 찾아다니며 용변을 보았으니, 앉아 있는 동안 과수를 관찰하여 손질할 것인가를 생각하고, 하루 업무를 구상하였다 한다.
그는 자신의 집 서재와 난간, 과수원 그밖에 등산하여 산정상에 올라 한동안 한 방향을 응시하며 몇가지 생각을 하고, 이를 메모해두었다. 그리고 그대로 발언하거나 실천에 옮겼다.

### 민족성 개조론
이규완은 노동을 수치스럽게 여기고 글읽기만 좋아하는 민족성을 고쳐야 한다고 개탄하였다. 이규완은 일본의 군사력 보다도 게으르고, 일하기 싫어하는 양반들부터 말단 백정까지의 인간들이 대한제국, 조선을 죽음으로 몰고 갔다는 것이다. 그는 아들에게 글공부만 가르쳐서 입신양명을 기대하는 부모들의 풍조 역시 그릇되었다며, 사람 구실을 할 수 있는 학문을 가르칠 것을 강조했다. 그는 자신이 먼저 자제들에게 솔선수범을 하기로 하고, 자녀들과 조카들에게도 실용적인 기술을 익힐 것을 역설했다. 아들 이선길은 유도를 하게 했고, 다른 아들들에게는 기술, 농업 등을 익히게 했으며, 공부와 동시에 여가시간에는 일정 시간 밭일을 하도록 하였다. 이규완은 스스로도 누에고치 등 양잠업과 축산업, 농사일과 밭일, 과수원, 목공 기술, 기계 수리와 기계 조립, 어망짜기, 물레와 재봉틀 등으로 실 잣기 등을 익히고 있었다.
그는 일찍이 미국에서 2년 반 정도 생활하면서 학교에 다니기도 하고 혹 노동생활을 하기도 하였는데, 이 때 그는 미국인의 근검 절약 생활을 보고 '빈자는 세계의 노예'라고 것을 깨닫게 되었다. 또 일본에서 생활해 보고는 '일본인의 생활이 윤택한 것은 근면역행 때문이다'라고 하였다. 그는 유럽과 미국의 번영을 식민지에서의 탈취, 흑인 노예 무역 탓이라 주장하는 젊은이들에 맞서 미국인들의 근면성과 성실성 청교도 정신을 강조, 하루아침에 이루어지는 것이 아니라고 하였다. 그 후 도장관 시절에도 이 문제를 가장 긴요한 과제로 제기하였다. 그는 "우선 조선의 제일 악습고질인 나타(懶惰, 나태(懶怠)와 같은 뜻)를 타파하여 근면의 기풍을 양성한 후에 개발을 도모할지오……근검역행 10년 안에 국부(國富)의 정도가 가히 신국면에 들 것이다."({매일신보}, 1916. 4. 12, 1917. 1. 16.)라고 강조하였다. 민족의 낙후를 민족성, 특히 게으름으로 돌리고, 이러한 민족성을 고쳐야 나라의 부를 축적할 수 있다는 것이다. 이를 입증하고자 그는 직접 자신이 벼지푸라기로 짚신을 기워서 신고 떨어지면 다른 쪽만 신는 것으로 절약을 모범보였다. 그는 말뿐인 계몽보다 직접 손수 실천으로 보이는 것이 성공과 실패와 방법을 무언으로 입증하는 것이라 하여 손수 시범으로 보이고 타인에게도 적용하게 했다.
그는 땀흘려 일하는 것은 전혀 수치스러운 것이 아니며, 더럽고 힘든 일을 꺼리고 기피하는 자야 말로 추악한 영혼을 가진 자라고 일갈하였다. 그는 근면의 기풍이 확립되면 그 다음 실질적으로 국부를 축적할 수 있는 방안은 '식산흥업'이라 하였다. 물론 이 방안은 일제의 이른바 '부원개발'(富源開發)의 일환으로, 식민수탈을 극대화하기 위한 것이었다. 이규완은 바로 이 식산흥업만이 유일한 방법이라고 믿었다.
1926년 1월 1일부터 그는 함경남도의 사환과 서기로 여성을 채용하였다. 그는 여성에게 기회를 주지 않은 것은 단군이후 오랜 악습이자 아무도 이를 문제삼지 않았으니 끔찍한 인습이라며 여학교 등을 졸업한 여성들에게 간단한 구술로 덧셈 뺄셈, 주판과 장부 부기실력, 타이핑실력, 장애 여부 등을 면접심사한 뒤 사환과 도서기에 임명하였다. 그는 노동을 기피한 것이 대한제국이 망한 원인이라며 노동을 부끄럽게 여기지 말 것을 강조했다. 그는 도지사로 재직하면서도 손수 똥지게를 짊어지고 도청 청사의 텃밭을 가꾸었고, 인분과 가축의 분뇨를 보고 구역질을 하는 직원은 그자리에서 분뇨묻은 손으로 귀뺨을 후려쳤다. 그는 똥지게, 인분, 가축의 분뇨를 보고 구역질하는 직원들의 뺨을 갈기며, 너같은 놈의 양반들이 나라를 말아먹었다며 호통쳤다.

### 근검절약론
이규완은 조선이 망한 원인의 하나로 낭비벽, 사치, 허세로 꼽았다. 그에 따라 그는 낭비벽, 사치, 허세를 없앨 것을 촉구하였고 그 자신이 손수 모범을 보였다. 그는 강원도와 함경도의 도장관을 역임하였다. 그러나 도장관 재직 시절에도 제복 한 벌 외에는 여름에는 중의 적삼, 겨울에는 무명옷이 상복이고, 두루마기는 넝마 같았다. 그는 왜 한번쯤은 자신을 위해 사치를 할 수도 있지 않느냐는 질문에 대해, 당신이나 나나 지금까지 무엇을 했느냐, 뭔가 대가 없이 열심히 해 본 적이 있느냐 그것을 항상 자기 자신에게 질문해보라고 답했다. 그는 일을 할 때는 무명에 물감들인 색옷을 입었기에 중국인 고용인으로 오인받기 일쑤였고, 구두는 강원도 도장관 임관 당시에 사 신은 한 켤레를 30년 동안 기운 데를 다시 기워 신었다. 그는 1910년 강원도 도장관 취임 후 산 구두를 30년간 신었다. 이는 제복 입을 때만 신었을 뿐 그 밖에는 짚신을 신었고, 짚신이 해지면 두 쪽을 다 버리는 것이 아니라 해어진 한 쪽만 새 짚신으로 바꿔 신었기 때문에 항상 짝신을 신을 수 밖에 없었다. 그는 임종 시에도 "양반임을 자부하고 의식주에 한 가지도 궁함을 모르고, 무위소일하여 부귀영달의 꿈을 깨지 못하는 부유층은 물론, 그들과 합류하여 허송세월하는 자들이 그 얼마나 많은가를 아는가?" 라며 결혼, 장례식 등을 호화롭게 치루면서 자랑하려는 것이 바로 자신과 다른 사람을 괴롭히는 행동이라고 지적했다.
강원도관찰사로 재직 중 춘천부에서 군수회의가 있었을 때, 모 군수가 회의전 새벽녘에 이 장관에게 인사하러 갔더니 장관은 마침 퇴비에 쓸 인분과 흙을 섞고 있었다. 그는 비단 두루마기를 입은 모 군수를 힐끗 보더니 "잘 왔다. 반갑다"고 하면서 "좀 더 가까이 오라."고 하였다. 군수가 악취에 오만상을 찌푸리며 다가가자 이규완 관찰사는 대뜸 똥거름을 만지던 손으로 두루마기를 입은 팔을 잡아 껴안는 척 하면서 비단 두루마기에 인분을 칠해 버렸다.
그는 젊은이들에게 늘 사소한 것이라고 해도 아껴쓸 것을 강조했다. 그는 며느리에게도 곧잘 구두쇠 교육을 시키곤 했다. 그는 며느리에게 "빨래는 어떻게 하는가?"하고 물으면 며느리는 "냇물에 가서 합니다."라고 한다.
| “ | 그래서는 안된다. 빨래는 집에서 하고, 빨래를 빤 물은 모아 두었다가 다시 쓰던가, 거름에 섞어서 밭에 주든지 퇴비에 끼얹도록 해라. 때도 다 재물이니라. | ” |

그는 때도 자원이라며 아끼라고 주문하였다. 세탁소를 가겠다는 지인이 있으면 이규완은 직접 손으로 빨래를 해서 시범을 보이고, 너도 이렇게 하라 그러면 세탁비를 아낀다고 직접 보여주었다. 그는 또 식구 가운데 누군가 굵직한 장작으로 불을 때고 있으면 이를 말렸다. 그는 또 남이 재물을 아끼면 인색하다, 짠돌이라 하고 자기가 인색한 것은 근검절약이라 한다, 남이 화려하게 즐기면 사치라 하고, 자신의 사치는 고상한 취미로 여긴다고 지적하기도 했다.
손자가 마당에 꽃을 심으려 할 때 무엇을 심으러 하느냐고 묻자 그의 손자들 중 한명은 "다알리아 입니다."라고 하였다. 이규완은 그럼 뿌리는 먹을 수 있느냐? 하고 물은 뒤 그 꽃은 꽃집에 돌려주던가 다른 사람을 주라며, 꽃만 보는 것이라면 눈만 피곤해질 것이 아니냐? 절대로 한포기 이상 심어서는 안 된다. 저 도라지 꽃이 좋지 않으냐. 뿌리는 반찬 거리가 되고, 약재도 된다."고 하였다.
그는 사소한 나무 토막, 목재라고 해도 쓸 데가 있다고 봤다. "나무를 살 때는 그 나무를 손질해 딴 것으로 쓸 수 있나 여부를 따지면서 골라서 사야 한다. 그리하여 쓸 만한 것을 따로 모아 두었다가 후에 가느다란 놈은 도구(망치, 장도리 등) 자루로 쓴다든가 한다. 싸리나무는 모아서 빗자루를 만들어 쓰다가 다 닳으면 때도록 한다."는 것이 그의 나무 활용 지론이었다. 이규완에 의하면 하찮은 먼지 하나도 다 모아서 거름으로 쓸 수 있다며, 모두 용도가 있기에 만들어지는 것이며 쓸모없는 것은 없다며 똥과 오줌과 동물, 곤충의 사체, 사람의 목욕하고 난 때와 손톱깎이로 깎은 손톱과 발톱, 달걀 껍데기 조차도 훌륭한 거름으로 쓸 수 있다고 역설하였다.

### 시간 절약론
이규완은 평소 시간을 우습게 여기는 것을 경멸하였다. 그는 시간도 절약할 줄 알아 모든 식구들에게 뒷간에 갈 때는 빈손으로 가지 못하게 했다. 신문 하나라도 갖고 가서 대변을 보면서 읽게 했다. 
실 꾸러미라도 들고 가게 하여 그 시간도 헛되이 보내지 못하게 했으며, 자기 자신은 변소에서 종이 노끈을 꼬거나 변소에까지 어망 얽는 장치를 해두고 잠시의 시간도 낭비하지 않았다. 그리고 다 쓰고 버린 잡기장을 주어다가 그 행간에 글씨 연습을 하고는 이를 잘라 노끈을 꼬아서 그 노끈으로 종이 조끼를 떠 입기까지 했다. 그는 인생은 한번 뿐이며, 한번 흘러간 시간은 다시 돌아오지 않는다며 시간을 아낄 것을 주문하였다.
공무상으로 출장을 가더라도 군수나 부윤이 정해준 고급 잠자리는 마다하고 누추한 주막을 찾아들었고, 비단 이불을 빌려 펴놓으면 그것을 거두고 밤늦도록 짚신을 삼거나 버려진 대(竹)쪽을 주워와 늦도록 이쑤시개를 만들곤 했다. 그러고는 그 짚신과 이쑤시개는 아전들에게 선물로 주었다. 평범하고 범상한 이부자리를 가져오면 바로 누워서 자고 고급 비단이불을 가져오면 밤늦도록 이쑤시개를 깎거나 짚신을 삼았다.
이규완은 평소 도박, 노름, 음주, 오락, 게임 등은 쓸데없이 시간을 날려버리는 낭비라면서 그럴 시간에 작은 일을 하던가, 독서를 하던가 하라고 권고했다.

### 조선인 참정권 운동
그는 일찍부터 참정론을 주장하는 논리를 펴게 된다. 1910년(융희 4년) 이전부터 그는 조선인 참정권 운동, 자치권 운동을 구상하고 있었다. 한일 합방 조약 이후 그는 조선인에게도 일본인과 같은 참정권, 자치권을 줄 것을 요구하였다. 그리고 조선인들은 게으른 민족이 아니며, 신뢰할 만한 가치가 있는 문명인임을 총독부 당국자들에게 역설하였다. 그는 이를 입증하기 위해 손수 모범으로 보였다.
매일신보 1917년 5월 6일자는 '도장관이 지게 지고 석재를 운반'한다는 제목으로 강원도 장관 이규완 씨의 근검을 칭찬하고 있다.
| “ | 능금꽃과 복사꽃이 만발한 과수원에서 휴일에도 쉬지 않고 다갈색의 노동복을 입고 소를 몰고, 지계를 등에 지고 일하는 두 명의 청년, 이규완의 아들 각일(覺一)과 선길(鮮吉)에 관한 이야기다. 직접 과수원을 개간하였을 뿐아니라 그의 집 밭에다 스스로 묘포를 만들어 각종 수종의 묘목을 키워 보급할 정도였다. 강원도 장관 시절에는 농민들에게 부업으로 양잠, 기직(機織:베틀로 베를 짜는 것), 종묘원 등을 경영하게 하고, '10년 후에는 강원도를 우리 나라 유일의 양잠지로 만들어 이 곳에 일대 공장을 세우고 많은 생사를 수출하게 될 것'이라고 계획하기도 하였다. 그는 또한 군수 등의 지방관의 실업사상을 강조하였다. 지방관들이 관료의식에만 사로 잡혀 있으면 도저히 지방민과 융합할 수 없다는 것이었다. 산업 발달을 위한 관리들의 솔선수범을 강조하여 자택 근처에 양잠상습소를 설치하고, 광대한 자기 집에는 자비로 견직기 10대를 설치하여 군수, 기타 관리 또는 지방 명망가의 자제를 교육시키기도 하였다. 1924년 함경도 지사에서 퇴직한 후, 그는 다른 사람들의 일반적인 코스와도 같은 중추원 참의 같은 것도 하지 않았다. 오직 손수 농장을 개간하고 운영하는 일에만 매달렸다. 식산흥업이야말로 최선의 길이라는 자신의 확고한 소신에서 그러하였을 것이다. 1930년 이후 청량리 부근에 토지를 매입하기 시작하여, 약 2천여 평을 6년여 동안에 걸쳐 개간하였다. 하루에 한 평씩 삽과 괭이만으로 주야로 일하여 스스로 개간하였다. 그리고 곧 춘천 신동면 석사리의 하천 황무지 3만 8000여 평을 매입하여 개간하였다. 황무지이지만 장차 인구가 늘고 인지가 발달됨에 따라 농경지가 부족하게 되어 토지도 집약적으로 이용하게 될 것이라는 예상 때문이었다. 이런 식으로 네 아들의 경제적 기반이 될 수 있는 농장을 각각 개간하였다. 이러한 황무지 개간은 그의 이상을 실현하는 길이었다. '나의 이상이 무엇인가를 물으면 나는 문명에게 버림받은 반개불전(半開不錢)의 땅을 개발해서 황금 세계를 실현하는 데 있다고 서슴지 않고 대답하겠네'라고 하였던 것이다. | ” |

그는 부를 쌓아 실력이 양성된다면 일본의 국정에도 참여해야 한다는 참정권을 주장하였다. 일시동인(一視同仁)하는 천황의 적자(赤子)로 내지인과 동등의 권리를 향유치 못하겠는가. 참정권을 획득함은 물론이고 비록 국무대신이나 주외사신이라도 가히 하지 못할 자가 없을 것으로 믿는다.({매일신보}. 1916. 4. 12) 문명의 정도가 내지인과 손색이 없다면, 일시동인지하의 필경 조선인도 상당한 지위로 참정권을 주면 국회위원, 정무대신도 가하다.({매일신보}. 1917. 12. 12) 라고도 주장했다. 그는 우리도 일본인과 똑같은 국민 취급을 받지 못할 이유가 없다며 우리도 일본인과 같은 투표권과 참정권, 국민으로서의 권리를 스스로 얻기 위해 발버둥쳐야 한다고 역설했다. 그러나 시중에서는 지배자가 양반에서 왜인으로 바뀌었을 뿐인데 노력해봐야 무슨 소용이냐는 비아냥이 가해졌다.
참정권은 3·1 운동 후 민원식(閔元植)과 같은 적극적인 친일파에 의해서 적극 추진되고, 일제가 문화정치의 일환으로 제시한 것인데, 이규완은 이를 처음부터 구상하고 있었던 것이다. 그는 일제의 부원개발, 산업 발전, 민풍의 개선 등을 통한 문명개화 정책을 적극적으로 호응하고, 개화파 이래의 문명개화론에 입각하여 민족성을 개량하고 산업을 발전시켜 일본인과 동일한 수준이 된다면 일본의 국정에도 참여해야 한다는 '소신'을 가지고 있었다. 그는 일본인들의 신뢰도 얻지 못하면서 구미열강의 신뢰를 얻어서 독립할 수 있겠느냐며 일본인에게라도 신뢰를 얻어 일본 국정에 참여할 참정권과 자치권을 획득해야 할 것을 역설하였다.

### 청탁 기피 방법
이규완은 사돈 하나가 벼슬자리 청탁하러 오건 거지가 밥 한 술을 얻으러 오건 공짜밥을 주어 보낸 적이 없었다. 어떤 일이든 시켜서 내보냈다. 어느날 아침 중 한사람이 어린아이 하나를 데리고 걸식을 왔다. 이규완은 "조반을 주겠다. 그러나 쌀 한 톨, 돈 한 닢, 공짜로 주지 않는다"하고 아침밥을 차려주고 수십평 밭을 데리고 가서 말했다. 그는 밭에 쳐놓은 새끼줄을 보이면서 "이 새끼줄 안을 괭이로 파 놓고 가라" 하였다. 일이 끝나자 걸승은 부르튼 손을 보이면서, "불과 조반 한 그릇 대가를 치고 너무 가혹하지 않습니까?"하고 불평하였다. 그는 자기 자식의 취직을 청탁하러 온 삼촌, 사촌형제들에게도 역시 일을 시켰고, 그의 숙부나 사촌들은 그의 집에 왔다가 다시는 이 집에 오지 않겠다며 침을 뱉고 되돌아가기도 했다. 그 뒤로 춘천 그의 자택 주변에는 거지나 부랑아가 얼씬하지도 않았다. 거름 나르는 일이건 나뭇단 쌓는 일이건 응분의 일을 반드시 시켰기로 그 집에는 청탁꾼은 물론 거지들도 잘 드나들지 않았다. 그는 조선인의 악질적인 습관은 법을 지키기 보다는 인맥과 연줄로 회피, 특혜를 누리려 하는 점이라고 지적했다.

### 갑신정변 실패에 대한 관점
갑신정변의 핵심 행동대원이었던 이규완은 개화당 지도자들의 나이가 적었던 점, 민중이 무지하여 정변에 호응하지 않고 도리어 '사대당'을 따르는 사람이 많았던 점, '사대당'의 배후에 있는 청국군이 막강했던 반면 일본군의 세력이 약했던 점 등을 들어 정변의 실패를 미리 짐작했다고 술회했다. 그는 또 당시 일본군의 수가 적었던 점과, 외세를 너무 믿었던 점 역시 정변의 실패의 원인이라고 봤다.

### 도박, 오락, 유흥 무용론
이규완은 도박과 오락, 유흥은 쓸데없는 짓이라고 역설하였다. 도박과 오락을 하고, 유흥가에 갈 시간에 일을 하나라도 더 하던가, 그 시간에 낮잠을 자는 편이 낫다고 하였다. 돈 모으는 비결을 물은 한 노동자에게 그는 “나무에 올라보라”라고 한 뒤 “이제 손을 놓아봐”라고 명했다. 이 노동자가“손 놓으면 떨어지는데요”라는 대답에 이규완은 돈은 만지면 만질수록 손에서 놓을 수 없다고 답했다.
| “ | 돈이란 만지면 만질 수록 돈의 맛을 알아서 쉽게 놓지 못한다. 돈에 빠지되 너가 우선이 되어야 한다. 돈 보다는 너의 건강을 우선순위에 두어라. | ” |

그는“손을 못 놓지? 돈도 마찬가지야. 일단 한번 손에 들어온 돈은 비록 한 푼이라 해도 절대 놓지 마라. 모으고 또 모으고 끝까지 노력하면 성공한다!”라고 답하였다. 이규완은 돈을 벌어보지 못한 자들은 돈의 아까움을 모르지만, 한편으로 돈이란 벌면 벌 수록 돈의 맛을 알아가는 것이라고 하였다. 또 그는 젊은이에게 싸리나무나 장미 가지를 손에 잡아보게 한 뒤, 나중에 싸리나무와 장미의 가시를 제거하고 다시 쥐게 하였다. 그는 주원장의 고사를 비유하여 인용했다며, 가지를 그냥 쥐면 손에 피가 나지만 가시를 제거하고 잡으면 안전하다. 돈이란 장애물을 치워주는 칼과 같다고 하였다.
그는 젊은이들에게 오락과 도박, 유흥 같은 미친 짓에 빠지지 말 것을 주문했다. 한 젊은이가 돈을 모으는 방법을 묻자 그는 오락하지 않고, 유흥에 빠지지 말고, 경마, 도박하지 않는 것이 돈을 모으는 방법이라 답하였다. 이러 그는 “(도박이란) 다 미친 짓이야. 그런 짓 하는 놈은 나중에 실업자 되지. 이상한 유희는 할 생각을 말고 (퇴근하고) 집에 가면 방 청소부터 하고, 과수원도 가꾸라”고 하였다. 이규완은 술과 담배 조차도 시간을 허비하는 미친 짓이라고 조롱하였다. 술을 마시거나 담배를 피울 시간에 일을 하나라도 더 하고 물을 마시면 그것이 참말로 시원한 것이 아니겠느냐는 것이 그의 지론이었다. 그는 게임, 경기, 오락, 도박 등을 모두 쓸데없는 짓이라고 규정하였다. 이규완은 돈을 벌지 못하는 남자를 가리켜 “천대받아야 할 노예나 거지”라고 부르며 조롱하였다.
1917년 6월 25일 그는 1917년 일년 연봉이 3,500원이라는 것을 영수증을 받은 뒤 이를 기록해두었다. 이후로 그는 자신의 월급명세서나 연봉을 꼭 기록해두었다.

## 가족 관계

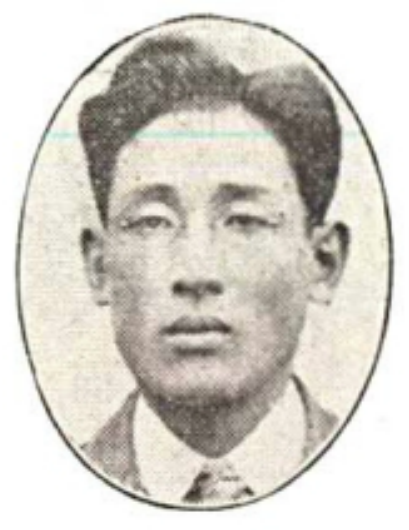
이선길 (1927년)

유도선수인 이선길과 화가인 춘천(春泉) 이영일은 그의 아들들이었다. 이선길은 유도선수와 해방 초기 한국 유도 지도자로 활동했고, 춘천 이영일은 화가였지만 유도 3단 등의 유단자였고, 중고등학교 미술교사, 교감으로 재직하였다.
임영대군의 여섯째 아들 영양군 함(英陽君 涵)의 후손이었지만, 1900년경에 편찬한 전주이씨 선원보략이나 임영대군파보에는 아버지 이기혁, 형 윤필, 이규완 등의 기록은 누락되어 있었다.
- 아버지 : 이기혁(李基赫, 1824년 ~ 1884년(?))
- 어머니 : 유씨(柳氏, 본관 미상, ? ~ 1871년)
  - 형 : 이윤필(李允必, ? ~ ?)
  - 누나 : 전주이씨
  - 매부 : 강성형(姜盛馨)
- 계모 : 기계유씨(杞溪兪氏 1826년 ~ 1876년)
- 부인 : 이름, 본관 미상, 갑신정변 이후 이혼
- 부인 : 이매자(李梅子, 1880년 5월 15일 ~ 1961년(?) 9월 14일, 본명은 나카무라 우메코(中村梅子), 일본 야마구치현 출신)
  - 아들 : 이각일(李覺一, 1897년 6월 12일 ~ ?)
    - 손자 : 이순신(李順信)
    - 손자 : 이순국(李順國)
    - 손자 : 이삼랑(李三郞)
    - 손자 : 이순길(李順吉)

  - 아들 : 이선길(李鮮吉, 1898년 6월 25일 ~ 1971년 1월 2일), 유도 선수
    - 손자 : 이??
    - 손자 : 이??
    - 손녀 : 이옥
    - 손자 : 이순영(李淳霙)

  - 딸 : 이송자(李松子, 1902년 5월 4일 - ?)
  - 아들 : 이영일(李永一, 호는 춘천(春泉), 1903년 5월 12일 ~ 1984년 9월 7일), 화가, 중고등학교 미술교사
    - 손자 : 이공평
    - 손자 : 이공식
    - 손자 : 이공규
    - 손자 : 이공철
    - 손자 : 이공관
    - 손자 : 이공영

  - 딸 : 이정자
  - 사위 : 안동혁(安東赫, 1906년 3월 11일 - 2004년 10월 14일), 정치인, 대학 교수
  - 아들 : 이대길(李大吉, 1909년 3월 25일 - ?)
  - 딸 : 이춘자(李春子, 1910년 6월 10일 - ?)
  - 딸 : 이부자(李富子, 1914년 1월 24일 - ?)
  - 딸 : 이절자(李節子, 1915년 10월 31일 - ?), 김종석의 후처
  - 사위 : 김종석(金鍾奭, 1899년 - ?), 공주 갑부 김갑순(金甲淳)의 아들
  - 아들 : 이재길(李載吉, 1920년 3월 14일 - ?), 브라질로 이민
    - 손자 : 이화평(李和平)
    - 손자 : 이화순
    - 손자 : 이화진
    - 손자 : 이화천
- 첩 : 민씨(閔氏, 1886년 - ?)
- 숙부 : 이름 미상
  - 사촌 형 : 이종필(李鍾弼, ? - ?)
- 장인 : 나카무라 이치(中村 一, ? - ?), 일본의 외교관
- 장모 : 마가렛 고츠(Margaret T. Gozh, 1855년 ~ 1928년), 스페인계 캐나다 혼혈인
  - 처남 : 이름 미상(1876년 ~ 1912년), 캐나다 벤쿠버의 은행원
- 장모 : 이름 미상, 장인 나카무라 이치의 일본인 부인이자 이매자를 양육하였다.

## 평가
그와 더불어 장년기를 함께했던 박영효는 임종 때 “내가 일생을 통해서 잊으려야 잊을 수 없는 가장 신뢰할 동지(同志)는 이규완이다. 그는 참으로 솔직하고 의협심이 뛰어난 열혈호담(熱血豪膽)한 사람이었고, 비범한 역사(力士)이기도 했다”고 회고했다.
한편 평론가 이규태는 '그는 검약, 근면, 자조, 협동만이 우리나라가 살 길이라는 신념으로 풍화를 지도한 분이다. 그러나 그는 결코 관찰사의 행정력이나 제도로서 이를 강요하지 않고 스스로 실천하여 백성들의 모범이 되었다'는 평가가 있다. 며느리들은 냇물에 가서 빨래하지 못하고 반드시 샘물을 떠다가 해야 했다. 그리고 그 빨랫물을 두엄자리에 뿌리게 함으로써 땟물까지 절약했던 분이다 라는 평가도 있다. 함석헌은 그를 "일제시대 일 하기로 유명했던 분"이라고 평하였다. 함석헌, 이광수, 김교신은 그의 성실함은 조선에서 누구도 따라오지 못할 것이라며 찬탄을 보냈다.
조선총독부 공보국에서 남긴 그의 인물평을 보면 어려서부터 총명했으며, 일찍부터 천하 사방을 돌아다니며 다스리려는 큰 뜻이 있었다, 직무에 충실하고, 신념과 기절(氣節)이 당당함, 신식 학문에도 어느 정도 견식이 있고 품성이 영특함, 함부로 사람에게 무시당하지 않으며, 자기의 신조를 행함에 있어서 과단성이 있고 조금의 망설임도 없음 등의 평을 내렸다. 한편으로 조선인 중에서는 보기 드물게 배짱이 있는 사람이라는 평도 내렸다. 그러나 조선총독부 공보국의 인물평 중에는 너그럽게 사람을 포용하는 도량이 없고, 어질게 부하를 복종시키는 덕망이 없음이라는 평과 오늘에 이르기까지 일관하여 한반도에 대한 일본의 정책과 함께 하였고, 親日을 신조로 삼았으며, 조선인 상당수의 공통점이라고 할 수 있는 변절(變節) 성향이 없는 것 같음, 강직하고 고집스런 성격의 소유자 라는 평도 남겼다.
한편 그는 당대의 인사들로부터 일을 열심히 하는 부지런한 인물 혹은 고관대작직을 포기하고 스스로 고생을 자처하는 특이한 사람으로도 취급받았다. 이를 두고 "더러는 이규완을 무골(武骨)이라고도 하고 기인(奇人)이라고도 하고, 또 이인(異人)이라기도 하지만, 그가 아웃사이더처럼 느껴진 것은 체면이나 안목 등 남의 시선을 묵살하고 자신의 소신대로 과감하게 실천해낸 그 특이성 때문일 것이다"라는 평도 있다. "이씨를 말할 때에 먼저 친일성을 운운하는 사람도 있으나 파란 많던 한말과 일제강점기를 지내오면서 그 만큼 비도덕적 행실이 지적되지 않은 사람도 드물다고 하겠다"는 평도 있다.

## 일화
그가 강원도 도지사로 재직 당시 춘천 일대는 툭하면 밤손님이 찾아드는데, 지칭 의병이라면서 군자금을 요구하거나, 게중에는 전혀 엉뚱한 도적, 마적들도 섞여 있어서 치안이 허술하였다. 그래서 그들은 생활기반을 인구 많은 도회로 옮겼으니, 그때의 도시는 상공업이 흥한 것이 아니라 놀고 사는 백성들의 집합장소로 변하였다. 그리하여 벼 천석이나 한다는 지주들은 가만히 앉았어도 일정한 수입은 들어오겠다, 손 하나 까딱않고 두두룩한 배를 문지르며, 그 중에도 견딘다는 집 사랑에 모여앉아 싱거운 소리나 주고 받으며, 바둑이나 장기, 골패 등으로 세월 가는 줄을 모르고 지냈다.
그러는 어떤 집 사랑에 도청에서 전갈이 왔다. 어느 날에 도장관이 저녁 마실을 오시겠다는 것이다. 약속한 날짜에 찾아온 장관은, 모두와 다정하게 인사를 나누고, 차려내온 요리상을 둘러앉아 술잔을 나누었다. 한참을 더 앉았다 일어서며 그는“과분하게 잘 먹었소이다. 백성들이 피땀 흘려 농사지은 수확인데, 어떻게 가만히 앉아 받아먹을 수야 있겠소? 심심한데 노라도 꼬시지 않고... 내 수일내로 또 오리다. 나 밤참 좋아 않으니 준비하지 마시고... 하하하!”라고 하였다. 이튿날로 무리들은 기둥마다 미닫이 틀마다 못을 박고 노 갈고리를 구해다 걸었다. 그리고 서투른 솜씨로나마 손을 쉬지 않고 노를 꼬아, 주먹만하게 어떤 것은 제법 큰 노 몽댕이가 주렁주렁 매달려 방안은 활기를 띠었다. 그런데 아니나다를까 며칠을 안 가 이장관이 예고도 없이 찾아들었다. 그리곤 노 몽댕이 하나씩을 만져보며 환하게 웃었다.
| “ | 이 노는 사뭇 1학년이구려! 그렇지만 꼬다 보면 자연 늘지요. 이건 아주 물렁물렁한데 노를 감는 데도 요령이 있어요. 옳지! 이것 꼰 분에게 배우시면 되겠군... 주안은 아니 내오기로 했는데 또 차리셨구려! 모처럼이니 들겠소이다만 번번히 그러면 어디 미안해서 자주 올 수 있겠소이까? | ” |

그리고 일어서 갔는데, 10여일 후 지나서 다시 찾아 들었다. 그리고는 먼젓번처럼 노 몽댕이를 하나하나 차례로 점검하다가 그 중의 하나를 만져보고는 묻는다.
| “ | 이건 어떤 분 것이오? | ” |

| “ | 저... 제 것이올시다만은... | ” |

장관은 번개같이 달려들어 그의 오른 손목을 쥐어 잡아나꾸어 넘어뜨리며 왼쪽 무릎으로 찍어눌렀다. 앉아서 하는 격투기의 기본 기술로 오른팔을 뒤로 돌
려 비틀어 포승을 지르는 방법이다.
| “ | 죽일 놈 같으니! 내가 지난번에 그냥 살펴본 줄 아냐? 손톱 밑에다 먹을 찍어가지고 와서 표시를 해놨는데... 이놈아! 어디서 거짓말을 하느냐? 십여일 동안에 단 한뼘도 더 안꼬아? 네놈 맛좀 봐라! | ” |

상대방의 지위도 있지만, 전문으로 기술을 익혔던 그였다. 이 자를 공기돌 놀리듯 하며 메다붙이고, 대가리를 방바닥에 쾅쾅 쳐 박아, 비틀 적마다 '애개개' 소리를 지르고 하는데 얼마를 그러다가 분을 삭이고 숨을 돌렸다.
| “ | 정신들을 차려요, 정신을! 나라가 왜 망한 줄을 아시오? 당신네들 같은 작자들 때문에 이렇게 종살이를 하는 것이오. 내가 왜놈 밑에 심부름하고 있으면서 뽐내는 거 본 적 있소? 어쩌다가 이 자리에 운좋게 앉게 됐지만, 내 나름대로 우리 백성들을 일깨우고 기운들 차리게 하고... 이것이 나의 자나깨나 잊지 못하는 임무요. 내일도 퇴근하면 내 농장에 있을테니 구경들 와요. 보고 좀 배워요. 입에 밥이 들어가니까 제 세상으로 알지 말고... 뭐든지 한 가지씩 해요. 좋은 재주 좋은 재산 두었다 무엇에 쓰려오? 맞은 분한테는 미안하오만 그것을 약으로 알고, 한번 떨쳐 일어나오. 그것이 살아 있는 사람이지. 얻어맞고 기가 죽어 양 어깨를 축 늘어뜨린다면 그야 죽은 것이지. 숨만 붙어있다고 산 것이겠소? | ” |

개구락지 모양으로 방바닥에 납죽 엎드려, 이마를 땅에 대고 발발 기며 비는 친구는 돌아보지도 않고, 장관은 한마디 하였다.

## 기타
일찍부터 무술 수련으로 뼈마디가 굵었다 한다. 이규완은 후일 김옥균을 평하기를 '처음에는 김옥균을 가볍게 보았는데, 나중에야 재능이 있음을 보고 애지중지 알아보게 되었다.'고 회상하였다.
1910년 초대 강원도 지사로 이규완이 부임하였다. 이에 따라 이규완 의 3남인 이영일이 소년 시절을 춘천에서 보내게 되었는데 , 그는 근대 초기 춘천 미술활동 의 최초 인물 이라고 할 수 있다.
그의 집은 연당장 또는 연당집이라는 별칭으로도 불렸다.

## 같이 보기
| - 갑신정변 - 실력 양성론 - 개화파 - 김옥균 - 서재필 - 윤치호 - 서광범 - 홍영식 - 박정양 - 박중양 - 유길준 - 안경수 - 권동진 - 오경석 - 오세창 - 박규수 - 정난교 - 지석영 - 지운영 | - 우정국 - 연좌제 - 박영교 - 김윤식 - 김홍집 - 서재창 - 어윤중 - 이동녕 - 이동인 - 안국선 - 이상재 - 김규식 - 박영교 - 윤영렬 - 윤웅렬 - 윤치소 - 이승만 - 신응희 - 홍영식 | - 이규완옹일사 또는 이규완옹백년사 - 변수 - 안창호 - 윤경순 - 윤경완 - 윤태준 - 유혁로 - 하응선 - 식산흥업 - 부국강병론 |

## 참고자료
- 친일반민족행위진상규명위원회 (2007년 12월). 〈이규완〉 (PDF). 《2007년도 조사보고서 II - 친일반민족행위결정이유서》. 서울. 1028~1047쪽쪽. 발간등록번호 11-1560010-0000002-10. [깨진 링크(과거 내용 찾기)]
- 반민족문제연구소 (1993년 2월 1일). 〈이규완 : 참정권 주장의 ‘선구자’(김도형)〉. 《친일파 99인 1》. 서울: 돌베개. ISBN 978-89-7199-011-7.
- 임종국 (1991년 2월 1일). 〈친일거두로 변신한 갑신정변의 주역들〉. 《실록 친일파》. 반민족문제연구소 엮음. 서울: 돌베개. ISBN 89-7199-036-8.
- '남자' 노릇하는 다양한 방법 보관됨 2020-01-28 - 웨이백 머신 한겨레신문 2006년 5월 18일자
- [진귀품 감상](34)집안 내력 담긴 유물과 애장품
- 역대 교장 보관됨 2013-10-29 - 웨이백 머신

## 참고 서적
- 박은숙, 《갑신정변 연구》 (역사비평사, 2005)
- 이규태, 《한국인의 힘 2》 (신원문화사, 2010)
- 이이화, 《한국사 이야기 19:오백년 왕국의 종말》 (한길사, 2003)
- 송건호, 《송건호 전집 13:서재필과 이승만》 (한길사, 2002)
- 이이화, 《한국사 이야기 18:민중의 함성 동학농민전쟁》 (한길사, 2003)
- 이훈종, 《깨가 쏟아지는 우리 선인들 이야기》 (뜨인돌출판사, 1997)
- 박은경, 《일제 하 조선인 관료 연구》 (학민사, 1999)
- 김기진, 《김팔봉 문학전집 3:해조음, 청년 김옥균》 (홍정선 엮음, 문학과 지성사, 1988)
- 이규태, 《선비의 의식구조》 (신원문화사, 1984)
- 비판신문사, 《이규완옹 100년사》 (비판신문사, 1958)
- 강원도, 《이규완옹근검역행담》 (강원도, 1939)
- 강원도, 《이규완옹일화집》 (강원도산업부농정과, 1942)
- 채만식, 《아시아의 운명》 (교보문고, 2010)
- 포럼 편집부, 《푸른꿈을 꾸다》 (도서출판 포럼, 2007)
- 채만식, 《채만식 전집 08 (近日 외)》 (창작과비평사, 1989)
- 이황직, 《독립협회, 토론공화국을 꿈꾸다 : 민주주의 실험 천 일의 기록》 (프로네시스, 2007)